# Świadkowie Jehowy w województwie mazowieckim
wŚwiadkowie Jehowy w województwie mazowieckim – wspólnota religijna Świadków Jehowy w województwie mazowieckim. W wyniku Narodowego Spisu Powszechnego Ludności i Mieszkań 2011 określono liczbę osób na terenie województwa deklarujących swoją przynależność religijną do Świadków Jehowy na 11 817. Natomiast liczba głosicieli według opracowania GUS „Wyznania religijne w Polsce 2019–2021” w roku 2021 wynosiła 12 691 (w tym 5361 w Warszawie). We wrześniu 2024 roku na terenie województwa znajdowały się miejsca zebrań 135 zborów – w tym dwa zbory angielskojęzyczne, cztery zbory i dwie grupy rosyjskojęzyczne, sześć zborów ukraińskojęzycznych, zbór chińskojęzyczny, zbór gruzińskojęzyczny, zbór hiszpańskojęzyczny, zbór i grupa języka migowego, zbór ormiańskojęzyczny, zbór włoskojęzyczny i grupa wietnamskojęzyczna; dysponujące 65 Salami Królestwa.

## Historia

### Początki

#### Koniec XIX wieku
W roku 1895 Hipolit Oleszyński – Badacz Pisma Świętego – przyjechał na trzy miesiące ze Stanów Zjednoczonych do Warszawy by członków swojej rodziny i znajomych zapoznać z wierzeniami Badaczy Pisma Świętego. Wizyta ta jednak nie przyniosła oczekiwanych rezultatów.

#### Pierwsza dekada XX wieku
W 1901 roku w zbierała się w Warszawie niemieckojęzyczna grupa 15 osób posługująca się publikacjami w języku niemieckim. Do grupy tej należał Johann Weinz, który literaturę biblijną sprowadzał ze składu literatury w Berlinie za pośrednictwem Margarete Giesecke. Jesienią 1905 roku zamieszkał w Warszawie E. Bente, Badacz Pisma Świętego ze Szwajcarii, który objął wakujące stanowisko dyrektora w warszawskiej fabryce koronek przy ul. Skierniewickiej 5.
17 października 1905 roku w Warszawie udało się dokonać pierwszej rejestracji grupy polskich Badaczy Pisma Świętego. 
Oprócz Warszawy, na Mazowszu grupy powstały w Kicinie koło Ciechanowa i Makowicy koło Makowa Mazowieckiego.
Grupę w Warszawie kilka razy odwiedził przedstawiciel niemieckiego biura, pielgrzym Hermann Herkendell (1889–1926), stamtąd też sprowadzano literaturę. Przy ul. Żelaznej 82, gdzie mieszkał E. Bente, rozpoczęto organizowanie spotkań w celu analizy Biblii. Działania tych osób sprawiły, że w latach 1904–1909 opublikowano po polsku publikacje Towarzystwa Strażnica (m.in. Wykłady Pisma Świętego). Po roku 1907 powrócił ze Stanów Zjednoczonych do Warszawy Wincenty Kin, który Badaczem Pisma Świętego został dzięki Oleszyńskiemu.

#### Lata 1910–1919
3 maja 1910 roku w 14-osobowym warszawskim zborze złożył wizytę C.T. Russell wraz z J.F. Rutherfordem. Spotkanie odbyło się przy ul. Żelaznej 78/7, gdzie mieszkał E. Bente. Tłumaczem na język polski był E. Bente i W. Kin, a na język niemiecki Otto Kötitz. Russell odwiedził zbór również w następnym roku. Po tej wizycie dwóch członków zboru – z Warszawy oraz z Ciechanowa – zgłosiło się do służby kolporterskiej. Mimo że już wtedy w Warszawie było wiele osób, które interesowały się studiowaniem Biblii, w urządzaniu ich spotkań przeszkadzała carska policja. Podczas wizyty C.T. Russell zasugerował złożenie do władz wniosku o prawną rejestrację wyznania.
W roku 1911 zbór w Warszawie liczył około 25 osób, a w Raszynie około 8. 15 sierpnia 1911 roku 7 osób zostało ochrzczonych w Wiśle na terenie Warszawy. W tym samym roku na prośbę Wincentego Kina C.T. Russell wysłał Hipolita Oleszyńskiego, by odwiedził zbory w Warszawie i innych miastach (głównie w Galicji). W trakcie pobytu w Warszawie wydał w języku rosyjskim, w nakładzie 10 tysięcy egzemplarzy, broszurę pt.: „Gdzie są umarli? Co Biblia mówi o piekle?”.
Bente i Oleszyński przygotowali dwa wnioski do Sekretarza Spraw Religijnych dotyczące legalizacji działalności Badaczy Pisma Świętego, jednak mimo poniesionych znacznych nakładów finansowych zostały one załatwione odmownie.
Dzięki pomocy pewnego urzędnika pracującego w wojskowości na mocy reskryptu Nr 2167/5 wydanego przez generała-gubernatora Warszawy, 20 maja 1913 roku udało się zalegalizować zbór warszawski oraz uzyskać prawną podstawę działalności Badaczy Pisma Świętego. Dokument ten umożliwił działalność na szerszą skalę. Potwierdzał on istnienie zboru warszawskiego od 1905 roku. Akta urzędowe i sądowe, powołujące się na ten dokument, nawiązują równocześnie do dnia 17 października 1906 roku, kiedy to car wydał ukaz tolerancyjny, potwierdzający istnienie zboru. Uzyskano status wyznania uznanego przez państwo.
Do warszawskiego zboru należeli m.in. Wincenty Kin, Tomasz Całka, Władysław Kącki z żoną Wiktorią, Kokosiński, Damazy Barcikowski, Rudasiowie i Kremerowie.
W roku 1914 w Warszawie wydano 8-stronicową jednodniówkę „Badacz Pisma Świętego – pismo religijne”.
W kwietniu 1915 roku 90 osób zebrało się w Warszawie na dorocznej uroczystości Wieczerzy Pańskiej (Pamiątce). W 1915 roku regularnie (co miesiąc) była publikowana „Strażnica” w języku polskim.
W roku 1916 chrzest przyjął Bolesław Uchman z Warszawy, który przez pół wieku był filarem warszawskiego zboru.
W 1918 roku warszawski zbór skupiał około 50 osób, które regularnie przychodziły na wykłady.
Od stycznia 1919 roku „Strażnica” w języku polskim ukazywała się dwa razy w miesiącu. 4 lipca 1919 roku w Ministerstwie Oświecenia Publicznego i Wyznań Religijnych złożono podanie o potwierdzenie „Zgromadzenia Religijnego (...) oraz o pozwolenie miewania wykładów /odczytów/ treści religijnej. Przewodniczącym został Wacław Narodowicz (ur. 1892), zastępcą Władysław Kącki (ur. 1885), sekretarzem Henryk Laube (ur. 1895), jego zastępcą Stanisław Szopiński (ur. 1887), skarbnikiem Damazy Barcikowski (ur. 1859), a jego zastępcą Stanisław Barecki (ur. 1871).

#### Lata 20. XX wieku
Wiosną 1920 roku zarząd polskiej filii Towarzystwa Strażnica w Detroit przysłał do Polski jako swoich przedstawicieli W.S. Kołomyjskiego i Czesława Kasprzykowskiego. Do czerwca 1920 roku siedziba warszawskiego zboru była zarejestrowana w mieszkaniu prywatnym przy ul. Żelaznej 89/16.
Brak kontaktów na terenie zaboru rosyjskiego z resztą Badaczy Pisma Świętego (np. wiadomość o śmierci C.T. Russella dotarła do Warszawy aż dwa lata po fakcie) podczas I wojny światowej spowodował, że doszło do podziałów i rozłamów. Jedna z grup – Wincentego Kina – wprowadziła swoje nauki i przejęła salę w Warszawie oraz prawo do działalności. Wysłana przez amerykański oddział Towarzystwa Strażnica delegacja złożona z Kołomyjskiego i Kasprzykowskiego uznała, że nauki tej grupy są niezgodne z naukami Towarzystwa Strażnica i w niedługim czasie przywróciła właściwe poglądy. Ponieważ jednak Kin i inni (około 1/3 członków [30 osób], w tym Stanisław Babut i Stanisław Szopiński) nie powrócili do zboru, utracono prawo do działalności, na podstawie którego działali Badacze związani z Towarzystwem Strażnica oraz salę, w której zgromadzał się zbór warszawski. Grupa W. Kina zgromadzała się w mieszkaniu Tomasza Całki przy pl. Dąbrowskiego 6/3. Z tego względu zebrania zborowe i wykłady publiczne zboru (około 100 osób) związanego z Towarzystwem Strażnica (zarejestrowanego pod koniec 1920 roku) odbywały się w czwartki i niedziele w wynajmowanych salach kin Bajka, Raj i Lux. Większe spotkania odbywały się też w warszawskich Piaskach i Nowym Bródnie.
W 1920 roku istniał już zbór Grzybowo-Windyki, a prężnie działająca grupa w Warszawie, publikowała zapowiedzi niedzielnych wykładów w prasie oraz na ulotkach, rozdawanych na ulicach. Dzięki temu w 1921 roku w każdą niedzielę wykłady publiczne w stolicy gromadziły do 700 słuchaczy.
30 kwietnia 1921 roku Ministerstwo Wyznań Religijnych i Oświecenia Publicznego zaświadczyło, że „Stowarzyszenie Badaczy Pisma Świętego”, jest jawnym Stowarzyszeniem Religijnym. Kazimierz Czapiński wniósł do Ministerstwa Wyznań Religijnych i Oświecenia Publicznego (MWRiOP) interpelację poselską na temat prześladowań członków zborów w Polsce.
W tym samym roku w Warszawie nastąpiło otwarcie pierwszego biura w Polsce wraz ze składem literatury przy ul. Chmielnej 67/4 oraz sali zebrań przy ul. Hożej 35, która po remoncie mogła pomieścić 400 osób.
Od 30 października do 2 listopada 1921 roku w stolicy odbył się pierwszy walny zjazd, na który przybyło ponad 500 osób z 30 miejscowości, a 14 zostało ochrzczonych. W sierpniu i pod koniec grudnia 1921 roku w Warszawie ukazała się 4-stronicowa jednodniówka „Świat się skończył. Miljony ludzi z obecnie żyjących nigdy nie umrą”. W 1921 roku grupa Badaczy Pisma Świętego działała także w Jabłonnie. Jesienią do zboru warszawskiego należeli m.in. Czesław Kasprzykowski, Wacław Narodowicz, Bolesław Uchman, S. Łabentowicz, J. Wyrzykowski, J. Figiel, Z. Wykowski, S. Niedźwiedzki, F. Rudaś, S. Bartoszewski.
Kolejne zgromadzenie w Warszawie odbyło się w 26 grudnia 1922 roku w sali przy ul. Hożej 35 (III piętro). W czasie zgromadzenia odbył się również chrzest, którego udzielał Bolesław Uchman z Warszawy. W 1922 roku na dorocznej Pamiątce śmierci Jezusa Chrystusa w Warszawie zebrało się 259, w 1923 – 285. W 1923 roku w zborze warszawskim oprócz Kasprzykowskiego działali również m.in. Bolesław i Jan Uchmanowie, Jan Wyrzykowski, Aleksander Bartoszewski, Wacław Szewczyk i Roman Podleś.
W 1924 roku na uroczystości Pamiątki śmierci Jezusa Chrystusa w Warszawie obecnych było 281 osób.
W grudniu 1924 roku by przeciwdziałać zarysowującemu się podziałowi w zborach, Towarzystwo Strażnica jako swojego przedstawiciela wydelegowało do Polski Wacława Wnorowskiego, który był również na kongresie w Warszawie (25–29 grudnia). W Polsce przebywał od 24 grudnia 1924 roku do połowy września 1925 roku. W ogrodzie przy ul. Ordynackiej na jednym z jego przemówień zgromadziło się kilka tysięcy słuchaczy, a po zakończeniu kazania rozdano tysiące egzemplarzy literatury biblijnej. Przemówienie wygłosił również w Łomży.
Rozłam w warszawskim zborze wyraźnie zaznaczył się w okresie Pamiątki 1925 roku, na która przybyło 135 osób. W tym czasie Czesław Kasprzykowski stał się jawnym przeciwnikiem Towarzystwa Strażnica (15 stycznia 1924 roku złożył rezygnację z funkcji przedstawiciela Międzynarodowego Stowarzyszenia Badaczy Pisma Świętego, a 15 grudnia 1924 roku przestał wykonywać swoje obowiązki). Związał się on z ruchem LHMM, który w Polsce działa pod nazwą Świecki Ruch Misyjny „Epifania”. W wyniku tego rozdziału Kasprzykowski przekazał Biuro przy ulicy Chmielnej 67/4 Wacławowi Wnorowskiemu, działającemu w roli nowego przedstawiciela Towarzystwa Strażnica, natomiast sala zebrań przy ul. Hożej 35 należała do założonego przez Kasprzykowskiego odłamu. Kasprzykowski przejął też zarejestrowane na siebie stowarzyszenie „Badacze Pisma Świętego – Grupa II”. W wyniku tego grupa Badaczy Pisma Świętego związana z Towarzystwem Strażnica pozostała bez rejestracji. 13 września w Warszawie W. Wnorowski wygłosił wykład do ponad 1000 osób. W dużych wynajętych obiektach wyświetlano również „Fotodramę stworzenia, do których sporządzono napisy w języku polskim.
W roku 1925 zbory odwiedził Joseph F. Rutherford wraz z Alexandrem H. Macmillanem. 10 maja A.H. Macmillan wygłosił przemówienie w Teatrze imienia Abrahama Kamińskiego w Warszawie, a 17 i 30 maja w tej samej sali przemówienia wygłosił W. Wnorowski. W czerwcu 1925 roku zbory działały m.in. w Warszawie, Gąsocinie (13 członków), Kicinie (10), Miałkówku (17), Pruszkowie (20) i Zabielach Wielkich (15).
Na przełomie lat 1926 i 1927 kolporterzy Stefan i Augustyn Raczkowie, Feliks Mucha oraz Stefan Milewski, prowadzili działalność kaznodziejską w rejonie Płocka, Ciechanowa i Ostrołęki aż po Białystok.
W roku 1926 krajowe biuro Towarzystwa Strażnica oraz sala zebrań warszawskiego zboru zaczęły funkcjonować przy ul. Nowy Zjazd 1 w Warszawie. Zbór warszawski miał swoją orkiestrę muzyczną do której należeli m.in. Józef Kostkiewicz, Zdzisław Rudas, Wyrzykowski oraz chór prowadzony przez Krystiana Brandta. Chór ten utrwalił wiele pieśni Królestwa (w językach polskim i ukraińskim) oraz 15-minutowych wykładów wygłaszanych przez Ludwika Kinickiego, z których korzystały także zbory w Polsce. W roku 1926 na uroczystość Pamiątki śmierci Jezusa Chrystusa w Warszawie przybyło 129 osób, a w roku 1927 – 175 osób.
Latem 1927 roku w Warszawie odbyła się trzydniowa konwencja. Na kolejną warszawską konwencję zorganizowaną 25 grudnia 1927 roku przybyło około 500 osób. W Warszawie działali również współwyznawcy przybyli ze Szwajcarii i innych krajów. Zwolniono też aresztowanych pracowników z Biura Oddziału. W Nasielsku działalność kaznodziejską prowadziła niejaka Maron, w Milanówku, mieszkający tam Badacze Pisma Świętego, a w Żyrardowie wierzeniami z krewnymi dzielił się K. Czap z Łodzi. W roku 1926 Stefan Materch, pochodzący ze wsi Łomia otrzymał formę książkową „Fotodramy stworzenia”. Na przełomie roku 1926 i 1927 w drodze do Brazylii zapoznał się z kolejnymi publikacjami Towarzystwa Strażnica, który udostępnił mu pasażer. Ponieważ nie spotkał tam innych głosicieli, w czerwcu 1927 roku postanowił wrócić do Polski. W grudniu 1927 roku w Warszawie został ochrzczony. W następnych miesiącach prowadził działalność kaznodziejską w powiatach mławskim i sierpieckim. W 1929 roku rozpoczął służbę w Biurze Oddziału, pełniąc ją do roku 1938.
20 października 1929 roku w Goszczynie podczas działalności kaznodziejskiej grupa mieszkańców zaatakowała dwoje głosicieli.
W różnych miejscach wyświetlano „Fotodramę stworzenia” (m.in. w 1928 roku w warszawskim Teatrze im. Abrahama Kamińskiego).

#### Lata 30. XX wieku
Na początku lat 30. XX wieku zbory istniały m.in. w Warszawie, Ostrołęce (do którego należały osoby także z Ław i Malinowa Nowego), Krasnosielcu i Mławie. W Siedlcach zebrania odbywały się w domu przy ul. Sokołowskiej.
W konwencji w Warszawie, która odbyła się w dniach 7–9 czerwca 1930 roku w sali przy ul. Nowy Zjazd 1, uczestniczyło ponad 300 osób, a ochrzczono 52. Obecni byli delegaci z całej Polski oraz zagraniczni przedstawiciele Towarzystwa Strażnica (m.in. Łabuszewski z Berlina oraz Martin Harbeck z Biura Europejskiego w Szwajcarii). W programie konwencji była również prowadzona działalność kaznodziejska na terenie Warszawy, w której uczestniczyło 142 głosicieli.
W 1930 roku w biurze krajowym pracowało siedmiu pracowników. Ponieważ Badacze Pisma Świętego związani z Towarzystwem Strażnica byli zmuszeni zrezygnować z budynku przy ul. Nowy Zjazd 1, konieczne stało się przeniesienie biura do Łodzi.
W tym czasie Wilhelmowi Scheiderowi swoje pełnomocnictwa do reprezentowania pierwszej grupy Badaczy Pisma Świętego zarejestrowanej przed I wojną światową na mocy reskryptu nr 2167/5 przekazał Całka, który był w 1913 roku upoważniony przez władze carskie. Dzięki temu Badacze Pisma Świętego, związani z Towarzystwem Strażnica ponownie działali legalnie.
25 maja 1931 roku w Krasnosielcu doszło do brutalnego napadu na członków miejscowego zboru.
W 1932 roku osiedlił się w podwarszawskiej Zielonce Jan Gente, który podjął działalność kaznodziejską. Niebawem wsparli go kolejni przybysze – Michał Orlik i Tomasz Piela. W rezultacie wkrótce powstał tam zbór Świadków Jehowy (przyjęcie nowej nazwy w 1931 roku) obejmujący początkowo teren Zielonki i Wołomina.
Przez krótki czas „Złoty Wiek” (obecnie „Przebudźcie się!”) był dostępny również w sprzedaży w kioskach ulicznych wraz z prasą światową i szeroko reklamowany na ulicach Warszawy i Łodzi. Ponieważ czasopismo to zdaniem strony kościelnej podważało doktryny i autorytet Kościoła katolickiego, strona kościelna wywierała presję na władze by uniemożliwić jego wydawanie. W roku 1936 filia administracji tego czasopisma mieściła się przy ul. Długiej 46/52. Kilkukrotnie jednak zmieniano wydawców. Wśród pracowników redakcji byli m.in. Augustyn Raczek, Ludwik Kinicki, Jan Gątkiewicz (tłumacz z języka niemieckiego, Wojciech Jordani oraz tłumacz z języka francuskiego (nazwisko nieznane). W 1936 roku władze zakazały publikacji czasopisma „Złoty Wiek” (Augustyn Raczek odpowiedzialny za jego wydawanie został skazany na 15 miesięcy więzienia), które od 1 października 1936 roku do początku II wojny światowej ukazywało się w Warszawie pod nowym tytułem „Nowy Dzień”. Siedziba redakcji nie uległa zmianie, redaktorem był Ludwik Kinicki. Czasopismo drukowane było w prywatnej warszawskiej drukarni Wolnickiego. Ukazywało się ono do samego wybuchu II wojny światowej. W 1937 roku powstał niewielki zbór w Pustelniku (obecnie część Marek).

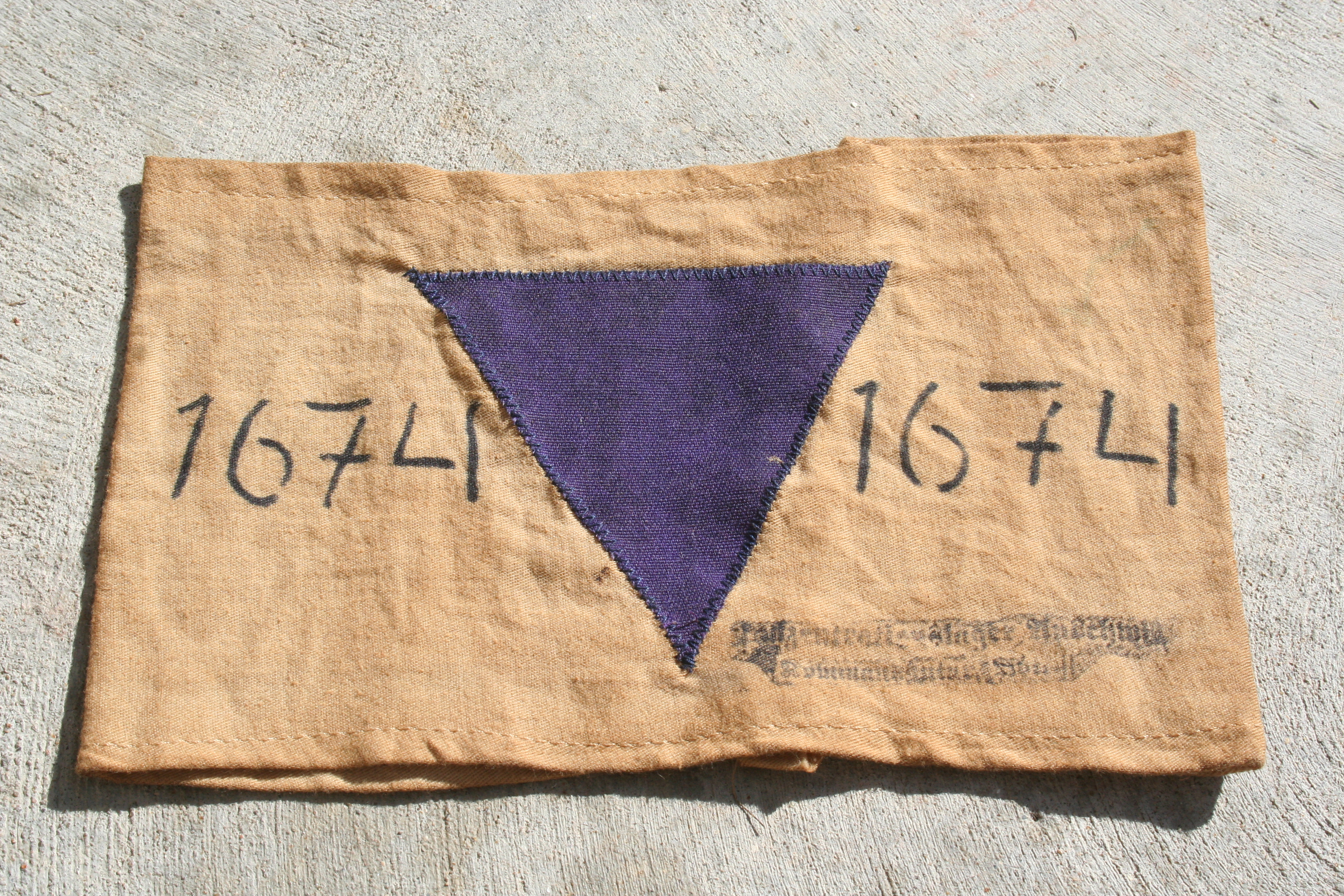
W czasie II wojny światowej wielu wyznawców zostało osadzonych w obozach koncentracyjnych i nosiło znak – fioletowy trójkąt

### Okres II wojny światowej
W czasie II wojny światowej wielu wyznawców zginęło w hitlerowskich obozach koncentracyjnych m.in. w Auschwitz-Birkenau, Mauthausen-Gusen, Sachsenhausen, Buchenwald, Lublin oraz Ravensbrück. W Auschwitz-Birkenau wśród ponad 400 Świadków Jehowy znalazło się 23 przywiezionych z Radomia. Naziści starali się, aby w jednym bloku nie przebywało więcej niż 2–3 wyznawców. Heinrich Himmler osobiście nakłaniał wyznawców w 1941 do podpisania oświadczenia o wyrzeczeniu się wiary, jednak nikt tego nie uczynił. Prof. Christine King napisała: „Im bardziej byli uciskani, tym mocniej zwierali szeregi, a ich opór nabierał twardości diamentu”.
W tym okresie wielu Świadków Jehowy było ściganych przez władze nazistowskie. Ludwik Kunicki ukrywał się pod pseudonimem „Adam” m.in. w Pustelniku u rodziny Mielczarków. Tam powielał publikacje Świadków Jehowy. W ich przewozie do zborów pomagała jego żona oraz córka Leokadia.
Artykuły ze „Strażnicy” przewożono konspiracyjnie najczęściej z Niemiec. Miały postać listów (rękopisów). Następnie je tłumaczono. Matryce woskowe „Strażnicy” przygotowywano w Warszawie, a odpowiedzialni za poszczególne strefy dbali o ich powielenie również w innych częściach kraju (oprócz Warszawy, m.in. w Lublinie, Krakowie, Lwowie). 4 grudnia 1942 roku policja niemiecka aresztowała w mieszkaniu przy ul. Chłodnej 36 w Warszawie (gdzie mieszkała też rodzina Kąckich) dwóch wyznawców, którzy powielali publikacje Świadków Jehowy: Stefana Milewskiego i Jana Gontkiewicza oraz Józefa Wojnarowskiego znajdującego się tam przypadkiem. Wkrótce potem zostali wysłani do obozów koncentracyjnych: Majdanek, a następnie Buchenwald. Zadania ich przejął Ludwik Kinicki, który poza tym nadzorował działalność Świadków Jehowy na całym obszarze Generalnego Gubernatorstwa. 1 września 1944 roku wraz z żoną, synem i córką oraz z innymi Świadkami Jehowy (m.in. Anną Mielczarek, rodziną Jordani) został aresztowany w Warszawie. Po krótkim pobycie wraz z innymi Świadkami Jehowy w obozie przejściowym w Pruszkowie, 5 września 1944 roku został osadzony w obozie koncentracyjnym Gusen (nr obozowy 95190), gdzie zmarł 19 grudnia 1944 roku; jego syn Bogumił (ur. 21 stycznia 1924; nr obozowy 95189) przeżył pobyt w obozie i żył do 2015 roku. W obozie zmarł również Wojciech Jordani.
31 października 1943 roku przy próbie nielegalnego przekroczenia granicy z Generalnym Gubernatorstwem zostali aresztowani Wincenty Alfons Licznerski oraz Leon Potrzuski z Kaliszek. Mieli przy sobie 35 egzemplarzy przemycanej Biblii. W lutym 1944 roku zostali przewiezieni z Fortu III „Pomiechówek” do KL Stutthof.
Świadkowie Jehowy byli więzieni na Pawiaku (m.in. z Warszawy i Siedlec) oraz rozstrzeliwani m.in. w okolicach Mławy, Modlina (Józef Lubacha, Szymański i Dul) i Kleszewa.
W Warszawie nadal prowadzono regularną nieoficjalną działalność kaznodziejską. Pod przykrywką sprzedawców, chodzono od domu do domu. Kiedy zauważono zainteresowanie, udostępniano publikacje biblijne. Następnie po kilku kontaktach, zainteresowanych łączono w grupy po 5–10 osób z którymi prowadzono bezpłatne studia biblijne. Trwało to aż do wybuchu powstania warszawskiego w 1944 roku. Podobną metodę stosowali posiadacze riksz, którzy prowadzili taką działalność wśród pasażerów oraz sprzedawcy płodów rolnych na targowiskach. W pomocy organizowaniu zebrań w Ciechanowie pomagali współwyznawcy z Warszawy. Świadkowie Jehowy na Pomorzu z powodu odmowy przyjęcia niemieckiej listy narodowościowej i wyrzeczenia się wiary zostali przymusowo wysiedleni z własnych domów, np. Władysław Chomentowski z rodziną do Ostrowi Mazowieckiej, gdzie nie było głosicieli, rozpoczęli tam działalność kaznodziejską. W lipcu 1944 roku w okolicach Płatkownicy zostało ochrzczone małżeństwo z Morzyczyna.

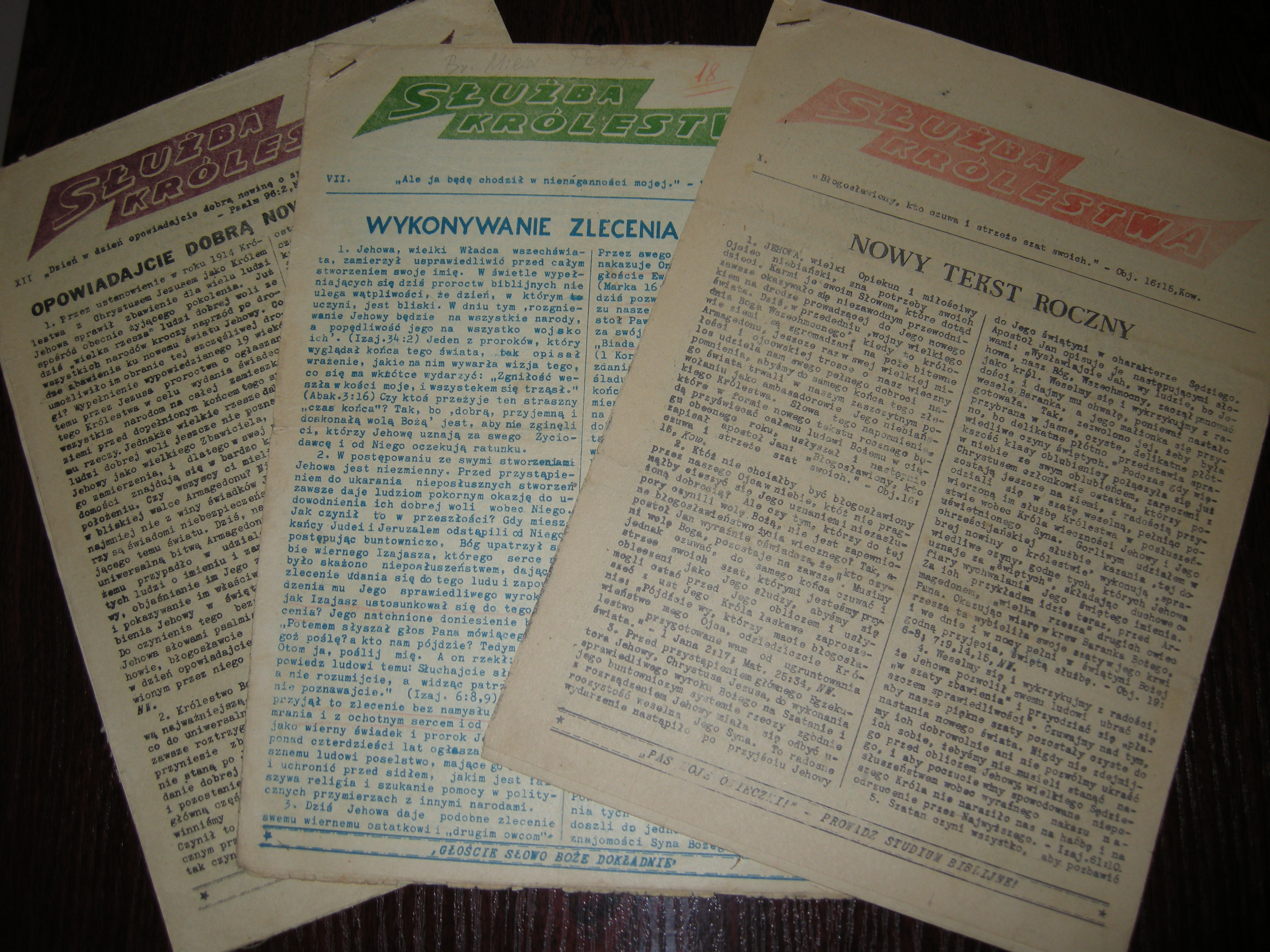
Publikacje Świadków Jehowy („Nasza Służba Królestwa” z lat 50. XX w.) drukowano potajemnie w okresie zakazu działalności również na terenie województwa

### Okres powojenny
1947
W dniach od 14 do 16 sierpnia ogólnokrajowy kongres pod hasłem „Chwalcie Jehowę wszystkie narody” odbył się na stołecznych kortach Legii Warszawa. W grudniu na terenie województwa warszawskiego działało 28 zborów. Niektórzy z ich członków wyjechali na Ziemie Odzyskane. Do zboru Mostkowo koło Łukty przybyli pionierzy z Siedlec, a w kwietniu Tadeusz Wincenciuk z Nowej Wsi koło Sokołowa Podlaskiego wyjechał do prowadzenia działalności w Olsztynie. W zborze w Kosowie Lackim działało głosicieli ponad 20 głosicieli. Grupa Łochów prowadziła działalność kaznodziejską w promieniu ponad 30 km.
1948
Powstał oddzielny zbór w Wołominie mający wówczas 25 głosicieli. Zebrania tego zboru odbywały się w domu Grzegorzewskich przy ul. Lipińskiej. W Ostrołęce istniała grupa kilkunastu głosicieli. W Warszawie najwięcej Świadków Jehowy mieszkało na Mokotowie.
Funkcjonariusze Urzędu Bezpieczeństwa rozpoczęli „sprawę rozpoznania i rozpracowania członków związku wyznaniowego Świadkowie Jehowy w związku z działalnością prowadzoną na terenie pow. Kozienice” (trwająca do 1954 roku).
1950
Według szacunków Wojewódzkiego Urzędu Bezpieczeństwa wiosną na terenie miasta Warszawy działało 12 grup, a na terenie województwa warszawskiego 42 grupy. Ustalił też informacje o 400 głosicielach mieszkających w województwie mazowieckim (oprócz Warszawy) i oszacował liczbę głosicieli oraz osób zainteresowanych na około 3560 (w tym 1500 w Warszawie). W czerwcu według kolejnych szacunków WUB w województwie działało 41 grup i co najmniej 1300 głosicieli.

### Prześladowania

#### Delegalizacja działalności i prześladowania w latach 50. XX wieku
2 lipca 1950 roku Świadkowie Jehowy zostali poinformowani o rozwiązaniu wyznania i jego delegalizacji. W województwie warszawskim poza główną akcją aresztowań z czerwca, 5 lipca 1950 roku przeprowadzono następną, podczas której aresztowano kolejnych głosicieli. Według niepełnych danych na dzień 8 lipca 1950 roku liczba aresztowanych w województwie wynosiła co najmniej 51 osób (w tym 32 w Warszawie). Do 5 sierpnia liczba wzrosła do 82 osób, 62 osoby zostało zwolnionych, a 20 pozostawało w areszcie. Na koniec 1950 roku w województwie spośród 80 aresztowanych, 12 zostało skazanych na bezwzględne kary pozbawienia wolności.
Artykuły prasowe z początku lat 50. XX wieku ostro atakowały Świadków Jehowy. Władzom jednak nie udało się zdusić ich działalności. W następnych dziesięcioleciach – już w czasie zakazu działalności – powstawały kolejne zbory. Rozrastające się liczebnie dzielono na mniejsze, które po przekroczeniu ponad 120–150 głosicieli znowu dzielono na nowe. Działalność drukarska ich publikacji była prowadzona konspiracyjnie w kilku ukrytych ośrodkach na terenie województwa. We wrześniu 1957 roku zlikwidowali jedną z nich – w Wołominie. W 1973 roku w ramach operacji o kryptonimie „Kuźnica III”, funkcjonariusze Służby Bezpieczeństwa zlikwidowali drukarnie w Śniadkowie Górnym.
W różnych miastach funkcjonariusze Urzędu Bezpieczeństwa Publicznego represjonowali Świadków Jehowy i bezprawnie pozbawiali ich wolności.
W dniach od 16 do 22 marca 1951 roku odbywała się w Warszawie przy drzwiach zamkniętych rozprawa sądowa przeciwko Świadkom Jehowy, na którą nie wpuszczono publiczności. Współwyznawcy zgromadzili się przed gmachem Wojskowego Sądu Rejonowego przy ulicy Koszykowej – chcieli swoją obecnością dodać im otuchy i zachęcić ich do wytrwałości. Służby więzienne dowoziły oskarżonych karetkami pogotowia ratunkowego od razu na wewnętrzny dziedziniec sądu. Kiedy jednak więźniowie wysiedli z samochodów, usłyszeli słowa pokrzepienia i zachęty wykrzykiwane przez dzieci współwyznawców, którym udało się dostać w pobliże muru sądu. Na ławie oskarżonych zasiadło siedmiu wyznawców: czterech członków zarządu krajowego: Wilhelm Scheider, Edward Kwiatosz, Harold Abt i Władysław Jędzura oraz trzech innych, których z różnych powodów uznano za ważnych w organizacji. Prokurator wojskowy mjr Jan Orliński domagał się kary śmierci dla Wilhelma Scheidera. Sąd skazał go na dożywotnie więzienie. Trzej inni członkowie zarządu otrzymali wyroki po 15 lat więzienia, zaś pozostali trzej –  Władysław Sukiennik otrzymał dziesięć lat więzienia, Jan Liczka – sześć lat, a Naftali Glasberg – pięć lat więzienia.
W roku 1956 trzej wyznaczeni wyznawcy, zgłosili się do Urzędu do Spraw Wyznań, zwracając uwagę, że zarówno oni sami, jak i pozostali Świadkowie Jehowy uważają uwięzionych członków zarządu za niewinnych. Wkrótce wypuszczono dziesiątki wyznawców, wielu pozbawionych wolności od roku 1950.
W roku 1957 ponownie złożono wniosek o legalizację.

#### Prześladowania w latach 60. XX wieku
W 1960 roku UB przeprowadził rewizję w mieszkaniu Mariana Brodaczewskiego w Otwocku, gdzie znaleziono ponad sto egzemplarzy „Strażnicy”, broszury, bruliony, notatki i kalendarz z zapiskami. Przez kilka dni więziono go w pomieszczeniach biurowych MSW przy Rakowieckiej. Mimo że minęło 48 godzin od zatrzymania, nie przedstawiono mu prokuratorskiego nakazu aresztowania. Sprawy tego bezprawnego zatrzymania nigdy nie wyjaśniono. Agent UB doniósł, „że Brodaczewski jest członkiem trzyosobowego Komitetu Krajowego i sługą okręgu II obejmującego teren województwa krakowskiego oraz część województw kieleckiego i rzeszowskiego” i jest odpowiedzialny za łączność ze współwyznawcami z ZSRR. Zakład Kryminalistyki KGMO nakazał rewizje u członków wyznania, w wyniku których m.in. w Krakowie znaleziono różne arkusze papieru listowego, kratkowanego i bloczki kieszonkowe. Specjaliści mieli przeprowadzić ekspertyzę grafologiczną, mającą dowieść, że wszystko zostało nakreślone tą samą ręką Brodaczewskiego. „Grafolodzy jednak się ociągali, stale domagali się nowych próbek pisma. Ale Brodaczewski okazał się niewdzięcznym aresztantem, bo nie dość, że odmawiał jakichkolwiek zeznań kapitanowi Stefanowi Pabisiakowi z SB w Warszawie, to nie chciał nawet tej odmowy potwierdzić własnym podpisem”.
Po zorganizowaniu 10 września 1961 roku spotkania współwyznawców w domu Teodora Zawadzkiego w Nunie, przeprowadzono 3 dni później przeszukanie, skonfiskowano literaturę religijną, a właściciela domu zatrzymano w areszcie. Od 24 października 1961 roku objęty inwigilacją w ramach Sprawy Ewidencyjnej Obserwacji prowadzonej przez Referat ds. Bezpieczeństwa KPMO w Pułtusku pod kryptonimem „Zwiastuni” (nr 1532), a od 23 grudnia 1968 roku objęty kontrolą operacyjną o kryptonimie „Kosa”.
W maju 1963 roku Sąd Najwyższy w Warszawie zezwolił na indywidualne wyznawanie kultu religijnego i na ten werdykt (VI Ko 48/60, OSNKW 1963, z. 10, poz. 180) powoływali się Świadkowie Jehowy w czasie zatrzymań przez służby bezpieczeństwa podczas głoszenia lub zebrań religijnych.
W różnych regionach województwa powstawały nowe grupy Świadków Jehowy (np. na początku lat 60. pierwsi Świadkowie Jehowy w powiecie pułtuskim; a zbór w Pułtusku powstał w czerwcu 1991 roku).

#### Prześladowania w latach 70. XX wieku
W latach 70. XX wieku dochodziło do aresztowań i inwigilacji Świadków Jehowy, m.in. w Warszawie (1975), Ostrołęce (1979).
W roku 1979 w Ostrołęce prowadzono operacje w sprawie działań Świadków Jehowy związanych z przerzutem literatury do ZSRR.

#### Konwencje leśne, działalność ewangelizacyjna, kolejne próby legalizacji
Szczególnie od lat 70. XX wieku głosiciele w lecie prowadzą grupową wyjazdową działalność kaznodziejską na terenach, gdzie jest mniej wyznawców (wcześniejsze nazwy to: grupy pionierskie, ośrodki pionierskie, obozy pionierskie). W roku 1972 podjęto kolejne bezskuteczne próby legalizacji. Jeszcze w okresie represyjnego zakazu z nieoficjalną wizytą przebywał w Polsce trzeci prezes Towarzystwa Strażnica Nathan H. Knorr wraz z żoną. W połowie lat siedemdziesiątych po wyborze na członka Ciała Kierowniczego nieoficjalnie odwiedził Polskę Teodor Jaracz z żoną. Ze względu na możliwość podsłuchu rozmowy z nadzorcami działalności w Polsce przeprowadzał podczas spacerów na świeżym powietrzu.

### Czas „odwilży”
Od końca listopada 1977 roku przedstawiciele Ciała Kierowniczego Świadków Jehowy oficjalnie spotkali się z niektórymi wyznawcami na terenie obecnego województwa mazowieckiego (m.in. 24 grudnia w Sulejówku, 25 grudnia w dwóch miejscach w Warszawie). W następnym roku Milton G. Henschel i Theodore Jaracz złożyli wizytę w Urzędzie do Spraw Wyznań.
Pod koniec lat 70. XX w. niektórym Świadkom udało się wyjechać na kongresy poza granice Polski – najpierw do Lille we Francji, potem do Kopenhagi w Danii (1978, 1979), a w latach 1980 i 1981 – do Wiednia.
Od roku 1982 rozpoczęto ponownie wynajmować hale sportowe (m.in. Torwar, Halę Gwardii w Warszawie (w 1982 roku „Prawda o Królestwie”: 4000 obecnych); 6 sierpnia 1983 roku: „Jedność dzięki Królestwu”), a w następnych latach na większe zgromadzenia również stadiony w Warszawie, Ostrołęce oraz w Radomiu.
Od 1982 roku uzyskiwano też od władz zezwolenia na wynajem obiektów, aby prowadzić w nich zebrania zborowe.
W roku 1984 pozwolono sprowadzić ze Stanów Zjednoczonych 60 000 egzemplarzy książki Mój zbiór opowieści biblijnych na adres jednego z podwarszawskich współwyznawców. W Warszawie z udziałem wyznawców, wytwórnia Poltel na zlecenie Telewizji Polskiej nagrała 62 minutowy film dokumentalny pt. Dobra nowina o Królestwie, rok później powstał podobny film pt. Lud zachowujący prawość, dołączono do nich również sceny z warszawskich kongresów pod hasłem „Rozwój Królestwa” w 1984 i pod hasłem „Lud zachowujący prawość” w 1985 roku.
Świadkowie Jehowy w Polsce w celu ułatwienia importu swoich publikacji 12 lutego 1985 roku zarejestrowali w Warszawie spółkę pod nazwą Strażnica – Wydawnictwo Wyznania Świadków Jehowy w Polsce.
W sierpniu 1985 roku na Stadionie Dziesięciolecia odbył się kongres międzynarodowy pod hasłem „Lud zachowujący prawość”. 27 sierpnia 1985 roku minister-kierownik Urzędu ds. Wyznań Adam Łopatka przyjął w Warszawie przedstawicieli  Świadków Jehowy Haralda Abta i Edwarda Kwiatosza, Theodora Jaracza i Miltona G. Henschela. Poinformowano o przygotowaniach i programie kongresów oraz perspektywach związanych z prawnym uznaniem tego wyznania religijnego w Polsce.
W dniach od 25 do 27 lipca 1986 roku kongres okręgowy pod hasłem „Pokój Boży” odbył się na stadionie Gwardii Warszawa.
W dniach od 31 lipca do 2 sierpnia 1987 roku kongres okręgowy pod hasłem „Zaufaj Jehowie” odbył się na Stadionie Dziesięciolecia Warszawa.
W 1988 roku Polskę odwiedzili Milton George Henschel i Theodore Jaracz z Ciała Kierowniczego.
W latach 1988−1989 Wojewódzki Urząd Spraw Wewnętrznych w Radomiu prowadził sprawę o kryptonimie „Kanał” „dotyczącą kontaktów Świadków Jehowy z województwa radomskiego z obywatelami Republiki Federalnej Niemiec w celu stworzenia dogodnego kanału do przerzutu określonych rzeczy i materiałów z Polski do RFN”.

### Odzyskanie rejestracji prawnej i rozwój działalności

#### Rejestracja prawna i Biuro Oddziału

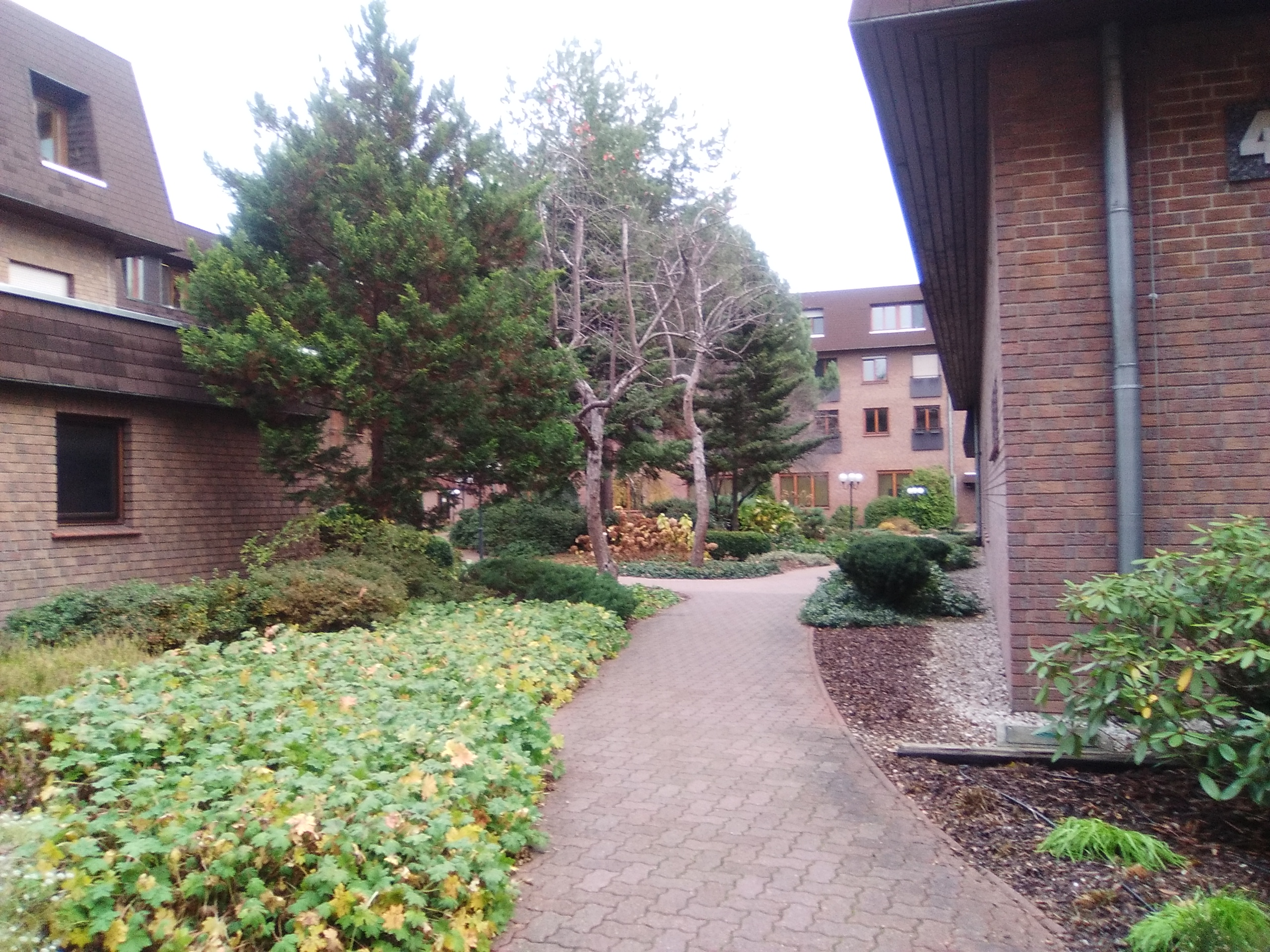
Ścieżka pomiędzy obiektami Biura Oddziału w Nadarzynie

12 maja 1989 roku Świadkowie Jehowy w Polsce zostali oficjalnie zarejestrowani i zalegalizowani. Związek wyznaniowy został wpisany do rejestru MSWiA pod numerem 34. Tymczasową siedzibą Biura Oddziału był budynek przy ul. Prostej 17 w Markach.
28 listopada 1992 roku oddano do użytku – wybudowane przez wolontariuszy w czasie 20 miesięcy – Biuro Oddziału Świadków Jehowy w Polsce w Nadarzynie, a dzień później na warszawskim Torwarze odbyło się z tej okazji specjalne spotkanie z udziałem ponad 10 tysięcy delegatów ze wszystkich zborów w Polsce(w Biurze Oddziału mieszka i pracuje około 200 wolontariuszy).

#### Kongresy

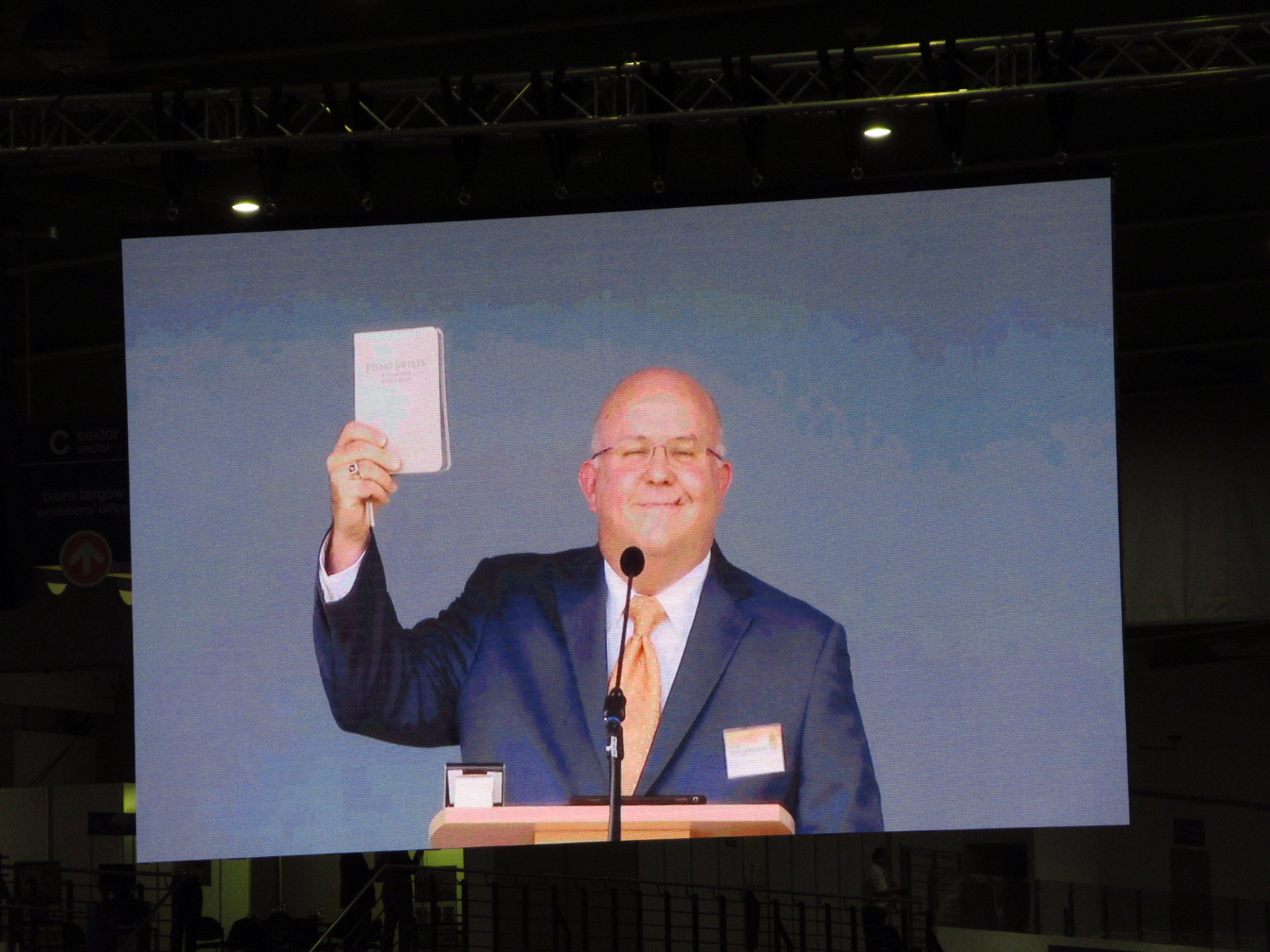
Mark Sanderson, członek Ciała Kierowniczego Świadków Jehowy na kongresie regionalnym pod hasłem „Bądź odważny!” w Warszawie ogłasza wydanie zrewidowanej edycji Pisma Świętego w Przekładzie Nowego Świata w j. polskim (transmisja do pozostałych dwunastu miejsc kongresowych w Polsce)

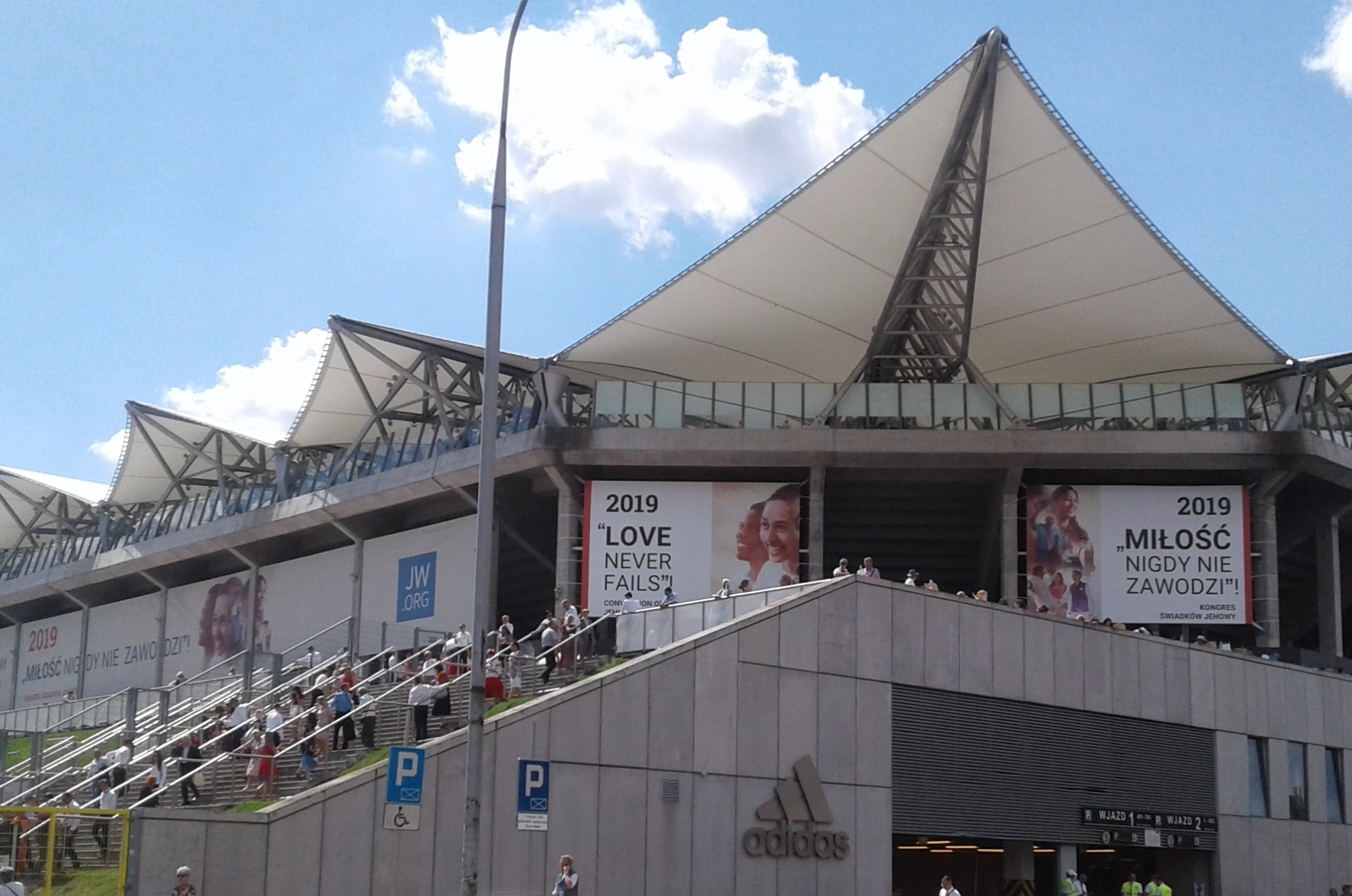
Hasło kongresu międzynarodowego pod hasłem „Miłość nigdy nie zawodzi!” (Stadion Wojska Polskiego w Warszawie, 2019)

Coroczne kongresy regionalne dla większości zborów z województwa odbywają się w Warszawie (Sala Zgromadzeń Świadków Jehowy).
Kongresy odbywały się również w innych lokalizacjach, najczęściej na stołecznym stadionie Legii (1992–2008, 2011–2019, 2023), (z powodu remontu stadionu Legii odbył się on w 2009 roku w Centrum Targowo-Kongresowym przy ul. Marsa, a w 2010 oraz 2024 roku w dwóch grupach na Torwarze), (poprzednio dla zborów z południowej części województwa – na Stadionie Miejskim w Radomiu, a także w Kielcach oraz Starachowicach), ze wschodniej części województwa (Ostrołęka, Ostrów Mazowiecka) w Białymstoku (poprzednio odbywał się – w Łomży, w 2004 – w Ostrołęce), z północnej części województwa (Chorzele, Mława) – w Olsztynie (2024) (poprzednio w płockiej Orlen Arena (2015–2017, 2023)) oraz z rejonu Płocka, Parzenia i Gostynina w Łodzi (2024).
Kongresy międzynarodowe w Warszawie odbyły się cztery razy w latach: 1985, 1989, 1996 i 2019.
W dniach 11–13 sierpnia 1989 roku na Stadionie Dziesięciolecia w Warszawie, odbył się kongres międzynarodowy pod hasłem „Prawdziwa pobożność” z udziałem 60 366 obecnych, na którym zostało ochrzczonych 1905 nowych wyznawców. Część programu tłumaczono jednocześnie na 16 języków. W Warszawie i okolicy znaleziono noclegi dla 21 tys. delegatów.
W dniach od 9 do 12 sierpnia 1990 roku w kongresie pod hasłem „Czysta mowa”, który odbył się na Stadionie Dziesięciolecia w Warszawie oprócz ponad 35 tysięcy delegatów z centralnej Polski, było też obecnych ponad 17 tysięcy delegatów zza wschodniej granicy (m.in. z Rosji, Ukrainy, Łotwy, Mołdawii i innych republik radzieckich), a wśród nich grupa niesłyszących, dla których program był tłumaczony na rosyjski język migowy. Program przedstawiano w języku polskim i rosyjskim. W programie kongresu uczestniczył Milton George Henschel, członek Ciała Kierowniczego Świadków Jehowy.
Na tym samym stadionie odbył się w dniach 19–21 lipca 1991 roku kongres pod hasłem „Lud miłujący wolność”. Od 17 do 19 lipca 1992 roku na stadionie KS Legia odbył się z udziałem 13 tysięcy obecnych kongres pod hasłem „Nosiciele światła”. Kolejny kongres pod hasłem „Pouczani przez Boga” odbył się w tym samym miejscu w dniach 8 do 11 lipca 1993 roku. Uczestniczyło w nim ponad 13 000 osób, 352 osoby ochrzczono. Na tym samym stadionie odbył się w dniach 22–24 lipca 1994 roku kongres pod hasłem „Bojaźń Boża” oraz kongres pod hasłem „Rozradowani chwalcy Boga”, który się odbył 14–16 lipca 1995 roku, natomiast kongres na stadionie RKS Radomiak w Radomiu odbył się od 7 do 9 lipca 1995 roku.
W roku 1996 na Stadionie Legii w Warszawie odbył się kongres międzynarodowy pod hasłem „Posłańcy pokoju Bożego” z udziałem ponad 20 000 delegatów z 14 krajów. W programie wziął udział Carey W. Barber, członek Ciała Kierowniczego.
W dniach 27-29 czerwca 1997 roku na stadionie Legii odbył się kongres pod hasłem „Wiara w Słowo Boże”. 28 czerwca ważnym punktem kongresów w Warszawie i we Wrocławiu było jednoczesne ogłoszenie wydania polskiej wersji językowej całego Pisma Świętego w Przekładzie Nowego Świata.
Na warszawskim stadionie Legii odbyły się kolejne kongresy: 17-19 lipca 1998 roku pod hasłem „Boża droga życia”; 9–11 lipca 1999 roku pod hasłem „Prorocze słowo Boże”; 30 czerwca-2 lipca 2000 roku pod hasłem „Wykonawcy słowa Bożego”; 29 czerwca–1 lipca 2001 roku pod hasłem „Nauczyciele słowa Bożego”; w 2002 roku pod hasłem „Gorliwi głosiciele Królestwa”; 27–29 czerwca 2003 roku pod hasłem „Oddajcie chwałę Bogu”; 16–18 lipca 2004 roku pod hasłem „Chodź z Bogiem”; 1–3 lipca 2005 roku pod hasłem „Posłuszni Bogu”; 4–6 sierpnia 2006 roku pod hasłem „Wyzwolenie jest blisko!” (18 tys. obecnych, 289 osób zostało ochrzczonych); 6–8 lipca 2007 roku pod hasłem „Naśladuj Chrystusa!” (przeszło 10 tys. obecnych, ochrzczono 145 osób); 4–6 lipca 2008 roku pod hasłem „Kierowani duchem Bożym” (ponad 13 tys. obecnych).
Kongres pod hasłem „Czuwajcie!” odbył się w dniach 16–19 lipca 2009 roku w Centrum Targowo-Kongresowym przy ul. Marsa 56.
Kongres pod hasłem „Trwaj przy Jehowie!” odbył się w dniach 16–18 lipca i 23–25 lipca 2010 roku w Hali Torwar.
1–3 lipca 2011 roku na stadionie Legii Warszawa zorganizowano kongres pod hasłem „Niech przyjdzie Królestwo Boże!”. Na tym samym stadionie odbył się w dniach 6 do 8 lipca 2012 roku kongres pod hasłem „Strzeż swego serca!”. Na tym samym obiekcie odbyły się kolejne kongresy: 12–14 lipca 2013 roku pod hasłem „Słowo Boże jest prawdą!” (uczestniczyło w nim większość zborów z terenu z województwa mazowieckiego, łódzkiego i podlaskiego) (przeszło 22 tysiące obecnych, 177 osób zostało ochrzczonych); 11–13 lipca 2014 roku pod hasłem „Szukajmy najpierw Królestwa Bożego!” (ponad 22 tys. obecnych, ochrzczono 92 osoby).
Kongres pod hasłem „Naśladujmy Jezusa!” odbył się w dniach 2–4 lipca 2015 roku w Warszawie na stadionie Legii, 17–19 lipca 2015 roku na Stadionie Miejskim w Radomiu (ponad 4 tys. obecnych, 30 osób ochrzczono) oraz 8–10 lipca na Orlen Arena w Płocku (prawie 3 tysiące obecnych, 29 osób zostało ochrzczonych). Na tych samych obiektach odbył się kongres pod hasłem „Lojalnie trwajmy przy Jehowie!” (1–3 lipca w Warszawie, 8–10 lipca 2016 roku w Płocku, 5–7 sierpnia 2016 roku w Radomiu)).
Kongres pod hasłem „Nie poddawaj się!” odbył się w dniach od 30 czerwca do 2 lipca 2017 roku w Warszawie na stadionie Legii (uczestniczyło w nim większość zborów z województwa mazowieckiego i podlaskiego)) oraz 28–30 lipca 2017 roku w Orlen Arena w Płocku.
10 sierpnia 2018 roku w pierwszy dzień trzydniowego kongresu regionalnego pod hasłem „Bądź odważny!”, w Warszawie, członek Ciała Kierowniczego Mark Sanderson ogłosił wydanie zrewidowanej edycji Pisma Święte w Przekładzie Nowego Świata opartej na wydaniu angielskim z 2013 roku.
Od 9 do 11 sierpnia 2019 roku na stadionie Legii oraz w hali Torwar w Warszawie odbył się kongres międzynarodowy pod hasłem „Miłość nigdy nie zawodzi!”. Uczestniczyło w nim 32 069 osób, w tym 6892 zagranicznych delegatów z przeszło 35 krajów (m.in. z Austrii, Białorusi, Chile, Ekwadoru, Estonii, Finlandii, Francji, Gruzji, Gujany Francuskiej, Japonii, Korei Południowej, Litwy, Łotwy, Mołdawii, Mongolii, Niemiec, Rumunii, Stanów Zjednoczonych, Ukrainy, Węgier). Ochrzczono 190 osób. Ciało Kierownicze Świadków Jehowy reprezentował Gerrit Lösch. W kongresie uczestniczył też Robert Luccioni, pomocnik Ciała Kierowniczego.
W roku 2023 kongres regionalny pod hasłem „Okazujcie cierpliwość!” w języku polskim, rosyjskim i ukraińskim odbył się na stadionie Legii Warszawa (23–25 czerwca), w płockiej Orlen Arena (7–9 lipca) oraz w języku angielskim (23–25 czerwca) i polskim języku migowym (28–30 lipca) w Sali Zgromadzeń w Warszawie.
W 2024 roku kongres regionalny pod hasłem „Głośmy dobrą nowinę!” zorganizowano w Sali Zgromadzeń w Warszawie (31 maja–2 czerwca, program w języku angielskim; 19–21 lipca, program w polskim języku migowym; 26–28 lipca; 9–11 sierpnia, program w języku rosyjskim; 16–18 sierpnia, program w języku ukraińskim) oraz na Torwarze (2–4 sierpnia i 9–11 sierpnia).
Na rok 2025 w Sali Zgromadzeń w Warszawie zaplanowano zorganizowanie 11 kongresów regionalnych pod hasłem „Prawdziwe wielbienie Boga!” (w tym 7 w języku polskim oraz w j. angielskim, j. rosyjskim, j. ukraińskim i j. migowym).
Delegaci z mazowieckich zborów byli obecni w różnych latach na kongresach międzynarodowych i specjalnych w takich krajach, jak: Czechy (1991, 1996), Dania (2019), Ekwador (2019), Finlandia (2024), Francja (2009, 2015), Gruzja (2018), Islandia (2024), Kanada (1998), Korea Południowa (2014), Niemcy (1990, 1998, 2006, 2009, 2019), Rumunia (2017), Rosja (1992, 1993), Stany Zjednoczone (1998, 2014, 2019, 2024), Szwecja (2012), Ukraina (1993) i Węgry (1991, 2024). W czerwcu 1992 roku około 300 delegatów z Polski z Warszawa Wileńskiej udało się specjalnym pociągiem na kongres międzynarodowy pod hasłem „Nosiciele światła” w Sankt Petersburgu w Rosji.

#### Zgromadzenia obwodowe
Na początku lat 90. XX wieku zgromadzenia obwodowe i specjalne odbywały się w wynajętych obiektach w Warszawie (np. w Sali Kongresowej), w latach 1999–2004 we własnej Sali Zgromadzeń przy ul. Szwedzkiej w Warszawie, w Płocku (m.in. w sali Zespołu Szkół Chemicznych/hala Chemika) w Ostrołęce oraz w Radomiu, a od 2004 roku w Sali Zgromadzeń w warszawskim Ursusie.

#### Wizyty nadzorcy strefy i przedstawicieli Biura Głównego
17 maja 2008 roku, w związku z wizytą w Polsce nadzorcy strefy, zorganizowano na stadionie warszawskiej Legii zgromadzenie. Przemówienie przedstawił m.in. Richard Kelsey.
29 kwietnia 2012 roku, w związku z wizytą w Polsce nadzorcy strefy, zorganizowano w Sali Zgromadzeń w Warszawie ”specjalny program duchowy”, który był transmitowany do Sal Królestwa i kilku Sal Zgromadzeń w Polsce. Przemówienia i wykłady przedstawili: Viv Mouritz i Leon Weaver.
19 maja 2013 roku, w związku z kolejną wizytą w Polsce nadzorców strefy, zorganizowano w Sali Zgromadzeń w Warszawie ”specjalny program duchowy”, który był transmitowany do Sal Królestwa i kilku Sal Zgromadzeń w Polsce. Przemówienia i wykłady przedstawili: Viv Mouritz, Warren Shefwelt i Richard Kelsey.
23 marca 2014 roku, w związku z wizytą w Polsce członka Ciała Kierowniczego Davida Splane, zorganizowano w warszawskiej Sali Zgromadzeń ”specjalny program duchowy”, który był transmitowany do Sal Królestwa i Sal Zgromadzeń w Polsce.
Kolejny ”specjalny program duchowy” z okazji wizyty przedstawiciela Biura Głównego Świadków Jehowy, zorganizowano w warszawskiej Sali Zgromadzeń 19 kwietnia 2015 roku oraz 30 kwietnia 2016 roku, a program był transmitowany do Sal Królestwa i Sal Zgromadzeń w Polsce. 30 kwietnia 2022 roku, w związku z wizytą w Polsce członka Ciała Kierowniczego Świadków Jehowy Marka Sandersona (który wygłosił okolicznościowe przemówienie), zorganizowano w warszawskiej Sali Zgromadzeń „specjalny program duchowy”. Program był tłumaczony na język polski, angielski, ukraiński, rosyjski i polski migowy. Był transmitowany do Sal Królestwa w Polsce i na Ukrainie (indywidualnie jego transmisje można było obejrzeć w serwisie „JW Stream”). Do Sali Zgromadzeń w Warszawie zaproszono m.in. uchodźców z Ukrainy oraz osoby zaangażowane w niesienie im pomocy. Szacuje się, że transmisje programu obejrzało ponad 250 000 osób. Kolejny „specjalny program duchowy” z okazji wizyty przedstawiciela Biura Głównego odbył się 22 kwietnia 2023 roku w Sali Zgromadzeń w Warszawie. Przemówienie wygłosił Paul Crudass. Program był transmitowany (oraz tłumaczony na 5 języków) do Sal Królestwa i Sal Zgromadzeń w Polsce.
2 grudnia 2023 roku, w związku z wizytą w Polsce Geoffreya Jacksona, członka Ciała Kierowniczego w warszawskiej Sali Zgromadzeń odbył się „specjalny program duchowy”. G. Jackson wygłosił przemówienie pt. „Jak możemy umacniać swoją odwagę”, (natomiast Michael Banks pt. „Czy masz to co niezbędne?”). Program był transmitowany (oraz tłumaczony na 8 języków) do Sal Królestwa w Polsce i Sali Zgromadzeń w Sosnowcu oraz do zborów na Ukrainie (indywidualnie transmisje można było także obejrzeć w serwisie „JW Stream”).
W latach 2017–2018 „specjalny program duchowy” transmitowano na Salę Zgromadzeń w Warszawie z Sali Zgromadzeń w Sosnowcu.

#### Sale Królestwa
W tym okresie oddano do użytku wiele Sal Królestwa (m.in. w 1995 roku w Pruszkowie, pod koniec 1996 roku w Radomiu, w styczniu 2009 roku w Broninie, w 1987 w Sadownem, a w ostatnich latach: w 2019 roku w Pionkach), w 2023 roku w Pułtusku.

#### Działalność w polskim języku migowym
Na początku lat 90. XX wieku rozpoczęto organizować dla wytypowanych wyznawców kursy języka migowego, aby mogli oni w czasie działalności kaznodziejskiej dotrzeć do głuchoniemych oraz prowadzić w tym języku zebrania religijne. Kursy odbywały się na Sali Królestwa w Zielonce (luty–lipiec 1991).
Od marca 2006 roku w Warszawie funkcjonuje zbór polskiego języka migowego (wcześniej co najmniej od lat 80. XX wieku zebrania zborowe były tłumaczone na ten język symultanicznie).
W roku 2010 w Sali Zgromadzeń Świadków Jehowy w Warszawie trzeci raz zorganizowano kongres w języku migowym. W tym obiekcie odbywały się również kongresy regionalne (do 2019 roku) i zgromadzenia obwodowe (do marca 2020 roku) dla głuchoniemych Świadków Jehowy, na których program był przedstawiany w języku migowym.
17 grudnia 2017 roku na specjalnym spotkaniu w Sali Zgromadzeń w Warszawie ogłoszono wydanie Ewangelii według Mateusza w polskim języku migowym (do 2021 roku udostępniono kolejne księgi biblijne).

#### Działalność wśród obcokrajowców
Na początku XXI wieku rozpoczęto organizowanie dla wytypowanych wyznawców kursów języków obcych, aby mogli oni w czasie działalności kaznodziejskiej dotrzeć do obcokrajowców – powstały zbory i grupy obcojęzyczne.
W 2010 roku w Sali Zgromadzeń w Warszawie po raz pierwszy w Polsce przedstawiono program zgromadzenia okręgowego w językach: angielskim, rosyjskim, ormiańskim i bułgarskim – w kompleksie Sal Królestwa przy ul. Szwedzkiej.
Działalność prowadzona jest również wśród obcokrajowców. Oprócz języka polskiego i polskiego języka migowego zebrania zborowe prowadzone są w języku angielskim, chińskim, gruzińskim, hiszpańskim, rosyjskim, ukraińskim, wietnamskim i we włoskim (do 2020 roku także w arabskim, bułgarskim, hindi i tureckim, a do 2023 roku w rumuńskim). Kongresy regionalne i zgromadzenia obwodowe w Warszawie odbywają się również w języku: angielskim, rosyjskim i ukraińskim.
Świadkowie Jehowy korzystają też z możliwości działalności wśród osadzonych w Strzeżonych Ośrodkach Dla Cudzoziemców.

#### Działalność w ośrodkach penitencjarnych
Świadkowie Jehowy prowadzą także biblijną działalność wychowawczą w zakładach karnych i aresztach, studiując Biblię z więźniami. Z czasem niektórzy spośród skazanych dokonali dzięki temu niezbędnych zmian w swym postępowaniu, by mogli zostać ochrzczeni (w Warszawie–Białołęce, Warszawie–Grochowie, Warszawie–Mokotowie, Warszawie–Służewcu, Grójcu, Radomiu, Płocku, Siedlcach i Żytkowicach). W zakładach karnych organizuje się również obchody Pamiątki śmierci Jezusa Chrystusa jak to miało miejsce m.in. 23 marca 2013 roku w Areszcie Śledczym w Warszawie-Białołęce.

#### Kursy

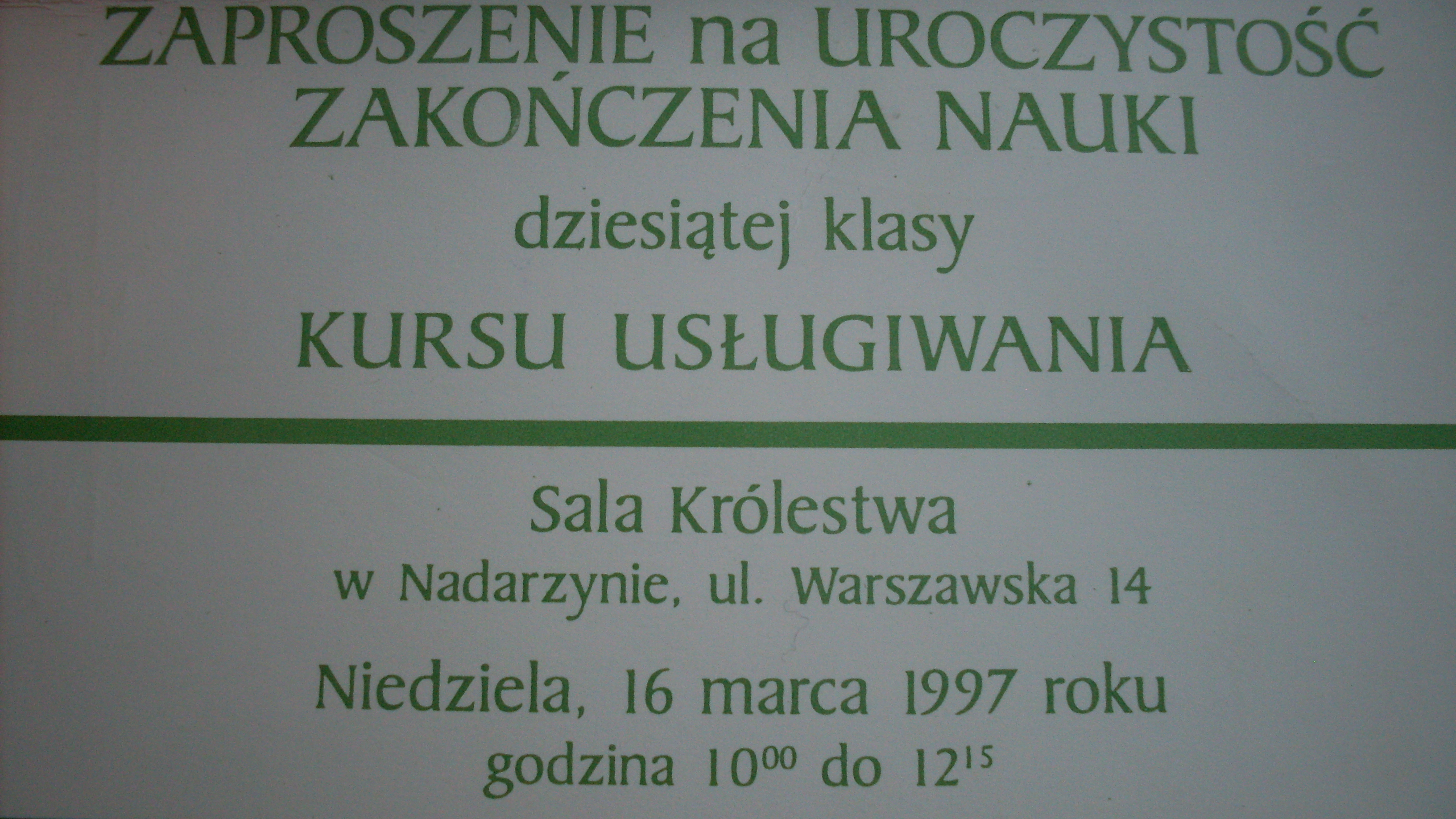
Zaproszenie na zakończenie Kursu Usługiwania w Nadarzynie (1997)

Od 18 listopada 1993 roku do 2002 roku w Biurze Oddziału w Nadarzynie odbywały się zajęcia Kurs Usługiwania.
W grudniu 2012 roku również tam rozpoczęły się zajęcia Kursu dla Nadzorców Podróżujących i Ich Żon (do marca 2014 odbyło się jedenaście takich kursów (klas)).
3 maja 2015 roku w warszawskiej Sali Zgromadzeń zakończyły się zajęcia pierwszej klasy Kursu dla Ewangelizatorów Królestwa.

#### Pomoc dla potrzebujących

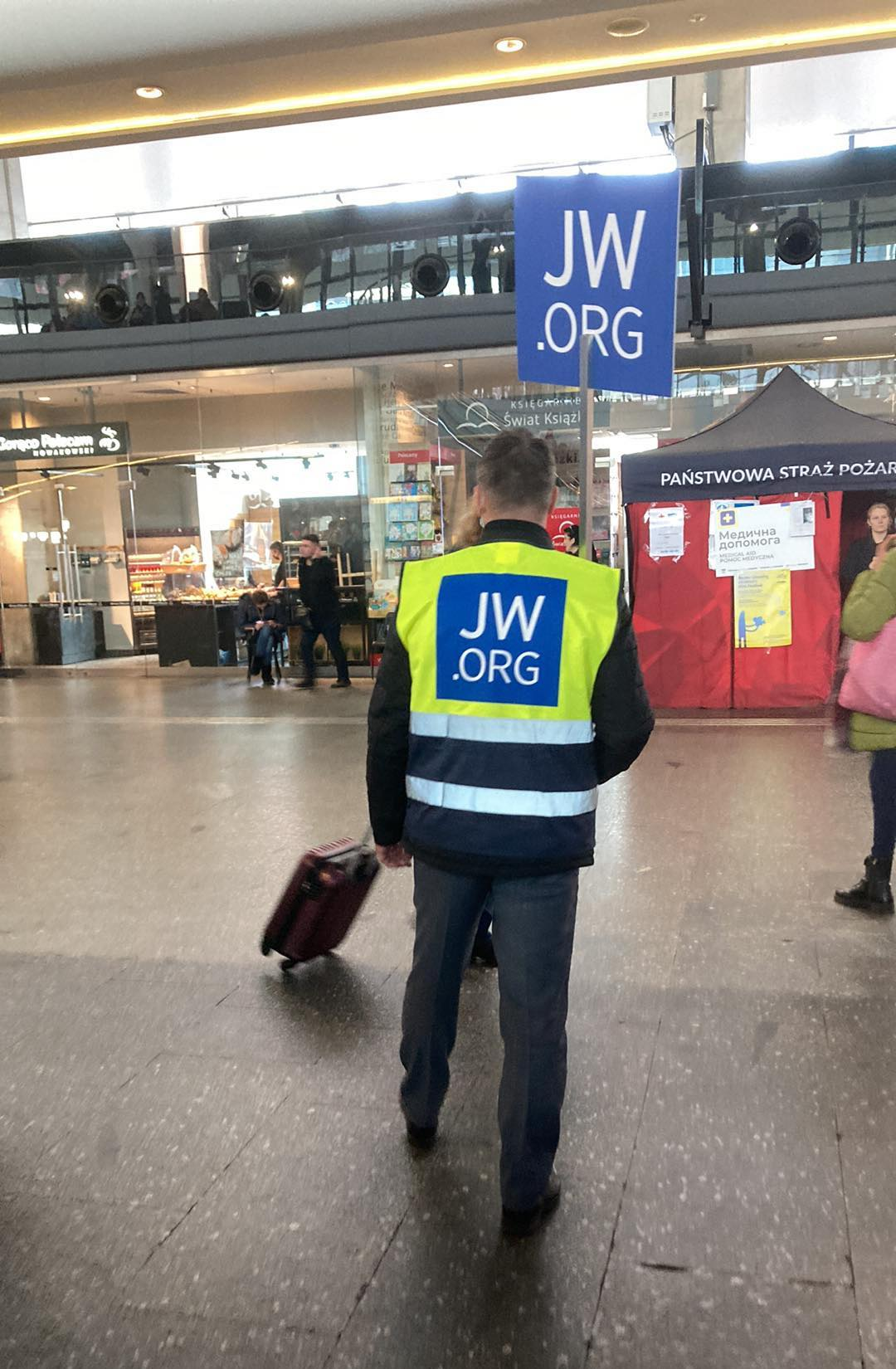
Świadek Jehowy z logo „JW.ORG” na warszawskim Dworcu Centralnym podczas ukraińskiego kryzysu uchodźczego w 2022 roku

W czasie powodzi w 2010 roku zorganizowano pomoc humanitarną głównie dla poszkodowanych przez nią współwyznawców.
Od końca lutego 2022 roku rozpoczęto organizowanie pomocy dla Świadków Jehowy z Ukrainy, uchodźców – ofiar inwazji Rosji (zorganizowano całodobowe dyżury na dworcach, aby móc ich odebrać, zapewnić im bezpłatne zakwaterowanie i wyżywienie w mieszkaniach oraz w Sali Zgromadzeń Świadków Jehowy w Warszawie, w której zorganizowano punkt recepcyjny i ośrodek pomocy uchodźcom (w 2023 roku w okolicy Warszawy, działało jedno z dwóch centrum pomocy, które pomagało osobom o szczególnych potrzebach). W tym celu na terenie województwa powołano jeden z 16 Komitetów Pomocy Doraźnej działających w Polsce, składający się z przeszkolonych wolontariuszy.

#### Wystawy, konferencje naukowe i spotkania poświęcone represjom w trakcie II wojny światowej, okresu powojennego i obecnej działalności Świadków Jehowy w Polsce oraz w innych krajach
W 1998 roku na Uniwersytecie Warszawskim prezentowano film Niezłomni w obliczu prześladowań – Świadkowie Jehowy a hitleryzm z wywiadami Świadków Jehowy, którzy przeżyli pobyt w obozach koncentracyjnych.
19 października 2007 roku w Warszawie dr hab. Jan Mironczuk przedstawił wykład pt. „Świadkowie Jehowy wobec władz Polski Ludowej – geneza kontestacji”.
26 kwietnia 2012 roku w Warszawie odbyła się międzynarodowa konferencja naukowa ph. „Narracja i pamięć. Konstrukcje i destrukcje tożsamości”, na której wygłoszono temat pt. „Świadkowie Jehowy na Syberii – ustne narracje wspomnieniowe zesłanych za wiarę”, która dotyczyła operacji Północ.
6 czerwca 2014 roku na „II Ogólnopolskiej Konferencji Naukowej Doktorów i Doktorantów pt. ‚Prześladowani za wiarę. Represje religijne we współczesnym świecie’” zorganizowanej przez Instytut Dialogu Kultury i Religii oraz Koło Naukowe Religiologów UKSW, Elżbieta Jaroś (UKSW) przedstawiła wykład pt. „Nazistowskie prześladowania Świadków Jehowy”.
17 grudnia 2014 roku prof. Eugeniusz Cezary Król, dyrektor Instytutu Studiów Politycznych PAN przedstawił w Muzeum Historii Żydów Polskich Polin wyklad pt. „Polityka III Rzeszy wobec mniejszości” m.in. o prześladowaniu Świadków Jehowy w okresie nazizmu.
22 listopada 2017 roku w Centrum Edukacyjnym Instytutu Pamięci Narodowej Przystanek Historia im. Janusza Kurtyki w Warszawie odbyła się konferencja naukowa ph. „Margines społeczny w komunistycznej Warszawie (1945–1989)” przygotowana przez Oddział IPN w Warszawie, dr Tomasz Bugaj (Uniwersytet Śląski) przedstawił wykład pt. „‚Szpiedzy imperializmu siejący histerię wojenną’ – wyznanie Świadków Jehowy wobec komunistycznej polityki Warszawy w latach 1945–1989”.
27 września 2019 roku na ogólnopolskiej konferencji naukowej ph. „Struktury administracji wyznaniowej i pierwsze lata działalności Urzędu ds. Wyznań w Polsce »ludowej« (1945–1956)” w Trębkach Nowych organizowanych przez IPN, dr hab. Jan Miłosz z Instytutu Historii UAM przedstawił wykład pt. „Aparat wyznaniowy Polski „ludowej” wobec Świadków Jehowy i ich delegalizacja 1948–1956”.
13 października 2019 roku na Gender Studies UW Joanna Ostrowska przedstawiła wykład pt. „Matelska/Wontor-Cichy: Opracowania o Świadkach Jehowy vs relacja Hermine Schmidt „Ocalona radość” z cyklu wykładów „Zapomniane ofiary nazizmu””.
2 września 2020 roku na ogólnopolskiej konferencji naukowej ph. „Urząd ds. Wyznań: struktury, działalność, ludzie w latach 1957–1975” organizowanej przez IPN w Wólce Magierowej dr hab. Jan Miłosz z Instytutu Historii UAM przedstawił wykład pt. „Działania Urzędu ds. Wyznań – wobec Świadków Jehowy i związków badaczy Pisma Św. w latach 1956–1975 – próby legalizacji i podporządkowania”, 15 września 2021 roku na ogólnopolskiej konferencji naukowej ph. „Urząd ds. Wyznań: struktury, działalność, ludzie” organizowanej przez IPN w Konstancinie-Jeziornie przedstawił wykład pt. „Urząd ds. Wyznań a Świadkowie Jehowy i proces dochodzenia do ich legalizacji 1975–1989”.
2 października 2023 roku na „Warszawskiej Konferencji Wymiaru Ludzkiego OBWE” wezwano Rosję m.in. do uchylenie decyzji o zdelegalizowaniu jednostek prawnych, którymi posługiwali się Świadkowie Jehowy w Rosji, uwolnienia więzionych członków tego wyznania, usunięcia ich literatury religijnej z Federalnej Listy Materiałów Ekstremistycznych, zwrócenia skonfiskowanego majątku będącego ich własnością oraz do przestrzegania Konstytucji Rosji i szanowania prawa międzynarodowego.
24 września 2024 roku w Ostrołęce dr hab. Jan Mironczuk wygłosił wykład pt. „Mniejszości wyznaniowe chrześcijańskie w Ostrołęce i w powiecie ostrołęckim (od schyłku XVIII wieku do współczesności)”, m.in. na temat lokalnej historii Świadków Jehowy. 
7 października 2024 roku na „Warszawskiej Konferencji Wymiaru Ludzkiego OBWE” Human Rights Without Frontiers potępił dyskryminację Świadków Jehowy przez rząd Norwegii.
11 października 2024 roku w Biurze RPO w Warszawie odbyło się spotkanie zastępcy RPO Wojciecha Brzozowskiego z przedstawicielami Świadków Jehowy, dotyczące problemów związanym z odbywaniem przez nich służby zastępczej, z wykonywaniem sprzeciwu sumienia w odniesieniu do przewidzianych ustawą tzw. świadczeń na rzecz obrony oraz  konsekwencji prawnych wyroku Wielkiej Izby Europejskiego Trybunału Praw Człowieka w sprawie Pindo Mulla przeciwko Hiszpanii, dotyczącego prawa do odmowy poddania się zabiegowi przetaczania (transfuzji) krwi.

#### Bezkrwawa chirurgia
W placówkach medycznych na terenie województwa mazowieckiego (m.in. w warszawskim Szpitalu Klinicznym Dzieciątka Jezus) zespoły medyczne operują Świadków Jehowy bez krwi.
27 października 2005 roku Sąd Najwyższy postanowił, że oświadczenie o niewyrażaniu zgody na transfuzję krwi musi być respektowane, a lekarze powinni być przygotowani na stosowanie metod alternatywnych.
9 kwietnia 2014 roku w Centrum Biblioteczno Informacyjne WUM w Warszawie Międzynarodowe Stowarzyszenie Studentów Medycyny IFMSA-Poland zorganizowano warsztaty ph. „Międzykulturowość w gabinecie”, dr Tadeusz Wiwatowski wygłosił wykład pt. „Świadkowie Jehowy”.
11 marca 2017 roku w Auli Centrum Dydaktycznego WUM w Warszawie Międzynarodowe Stowarzyszenie Studentów Medycyny IFMSA-Poland wraz z Komitetem Łączności ze Szpitalami zorganizowało konferencję pt. „Świadkowie Jehowy – wyzwanie natury chirurgiczno etycznej”.
20 maja 2022 roku na II Międzynarodowym Seminarium Naukowym Studentów w Radomiu pt. „Pielęgniarstwo międzykulturowe w opiece zdrowotnej” wygłoszono temat związany z opieką zdrowotną nad Świadkami Jehowy.
5 czerwca 2024 roku w Warszawie odbyło się posiedzenie naukowe Instytutu Gruźlicy i Chorób Płuc pod hasłem „Postępowanie medyczne u Świadków Jehowy – podejście oparte na współpracy”.

#### Weryfikacja stanowiska Sądu Najwyższego wobec powojennej działalności Świadków Jehowy
27 stycznia 2011 roku Sąd Najwyższy uchylił wyroki więzienia wydane w 1953 roku na pięcioro wyznawców, uwzględniając kasację wniesioną przez Rzecznika Praw Obywatelskich. Podobną kasację uwzględnił ten sam sąd w listopadzie 2018 roku, uchylając wyroki więzienia z 1973 roku wydane na siedmioro wyznawców. W kwietniu 2018 roku Sąd Najwyższy uniewinnił wyznawcę skazanego w 1970 roku.

#### Pozostała działalność
W 2008 roku na terenie województwa działały 183 zbory (w tym 72 w Warszawie). W 2010 roku było 13 460 głosicieli w 185 zborach oraz 83 Sal Królestwa (w tym w Warszawie: 5324 głosicieli, 70 zborów, 15 Sal Królestwa). W latach 2012–2022 dokonano reorganizacji zborów, wskutek czego zbory stały się większe i lepiej zorganizowane, lecz ich liczba zmniejszyła się.
W roku 2013 rozpoczęto specjalne świadczenie publiczne na terenie wielkomiejskim obejmujące Warszawę. Wdrożono też program świadczenia publicznego na terenie poszczególnych zborów za pomocą wózków z bezpłatną literaturą biblijną.
W 2015 roku było 13 366 głosicieli w 139 zborach (w tym 5333 głosicieli w 51 zborach w Warszawie). W roku 2018 liczba głosicieli wynosiła 12 883 należących do 138 zborów (w tym 5355 głosicieli w 55 zborach w Warszawie). W 2019 roku funkcjonowało 741 zborów, w 2020 roku było 12 672 głosicieli w 741 zborach. W 2021 roku było 12 691 głosicieli należących do 140 zborów, w których usługiwało 1030 starszych zboru (w tym 5361 głosicieli w 57 zborach w Warszawie, w których usługiwało 427 starszych zboru).

## Zbory

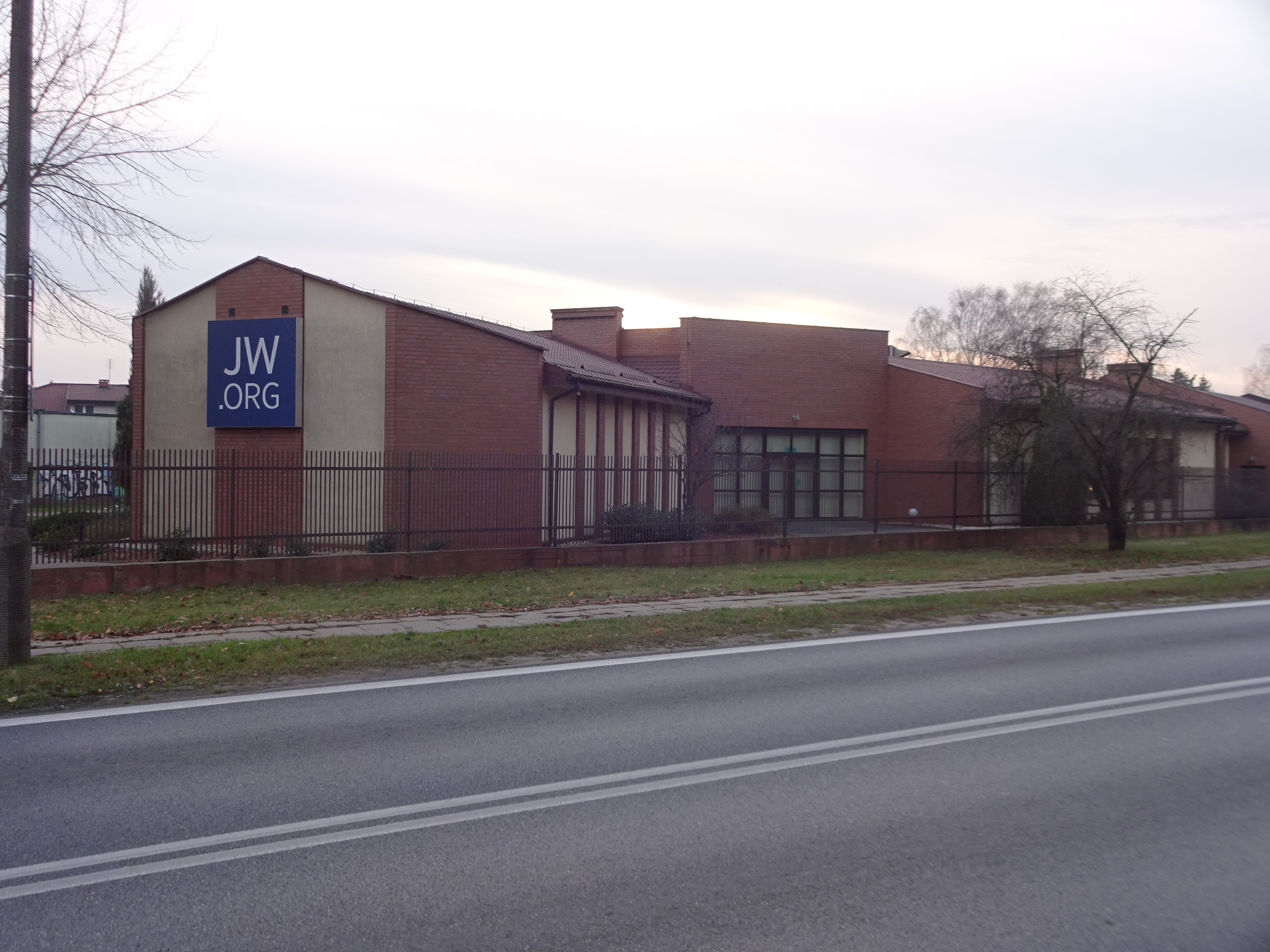
Kompleks Sal Królestwa przy ul. Kanałowej 47 w Warszawie

Poniższa lista obejmuje zbory zgromadzające się w Salach Królestwa na terenie województwa:
Na terenie miast na prawach powiatu
- Ostrołęka: 2 zbory: Ostrołęka–Wschód (w tym grupa języka migowego), Ostrołęka–Zachód
- Płock: 3 zbory: Płock–Południe, Płock–Północ, Płock–Zachód
- Radom: 5 zborów: Radom–Centrum, Radom–Południe, Radom–Północ, Radom–Wschód, Radom–Zachód
- Siedlce: 2 zbory: Siedlce–Południe, Siedlce–Północ
- Warszawa: 58 zborów: Angielski–Południe, Angielski–Północ, Anin, Bemowo, Białołęka, Bielany, Bródno, Centrum, Chiński, Chomiczówka, Czerniaków, Falenica, Gocław, Grochów, Gruziński, Hiszpański, Jelonki, Kamionek, Koło, Migowy, Mirów, Młociny, Mokotów, Muranów, Natolin, Nowa Praga, Nowe Włochy, Nowodwory, Nowolipki, Nowy Służewiec, Nowy Świat, Ochota (w tym grupa wietnamskojęzyczna), Ormiański, Piaski, Radość, Rakowiec, Raszyn, Rembertów, Rosyjski–Północ, Rosyjski–Południe, Saska Kępa, Stare Włochy, Tarchomin, Targówek, Ukraiński–Centrum, Ukraiński–Wschód, Ukraiński–Południe, Ukraiński–Północ, Ukraiński–Zachód, Ursus, Ursynów, Wesoła, Wilanów, Włoski, Wola, Wschodnia, Zacisze, Żoliborz

Na terenie powiatów
- powiat białobrzeski: 1 zbór: Białobrzegi
- powiat ciechanowski: 2 zbory: Ciechanów–Aleksandrówka, Ciechanów–Podzamcze
- powiat garwoliński: 2 zbory: Garwolin, Pilawa (Sala Królestwa: Garwolin)
- powiat gostyniński: 2 zbory: Gostynin–Wschód, Gostynin–Zachód
- powiat grodziski: 2 zbory: Grodzisk Mazowiecki, Milanówek
- powiat grójecki: 2 zbory: Grójec, Nowe Miasto nad Pilicą
- powiat kozienicki: 1 zbór: Kozienice
- powiat legionowski: 3 zbory: Legionowo–Bukowiec, Legionowo–Osiedle, Legionowo–Sobieskiego
- powiat lipski: nie ma zborów
- powiat łosicki: nie ma zborów
- powiat makowski: nie ma zborów
- powiat miński: 4 zbory: Mińsk Mazowiecki–Południe, Mińsk Mazowiecki–Północ, Mrozy, Sulejówek
- powiat mławski: 1 zbór: Mława[m]
- powiat nowodworski: 3 zbory: Małocice (Sala Królestwa: Nowy Dwór Mazowiecki), Nasielsk, Nowy Dwór Mazowiecki
- powiat ostrołęcki: nie ma zborów
- powiat ostrowski: 2 zbory: Ostrów Mazowiecka–Południe, Ostrów Mazowiecka–Północ
- powiat otwocki: 3 zbory: Celestynów (Sala Królestwa: Mińsk Mazowiecki), Otwock–Centrum, Otwock–Kresy
- powiat piaseczyński: 5 zborów: Góra Kalwaria, Konstancin, Piaseczno Piaseczno–Ukraiński, Zalesie Górne
- powiat płocki: 1 zbór: Parzeń
- powiat płoński: 1 zbór: Płońsk
- powiat pruszkowski: 4 zbory: Nadarzyn, Piastów (Sala Królestwa: Warszawa), Pruszków–Południe (Sala Królestwa: Grodzisk Mazowiecki), Pruszków–Północ (Sala Królestwa: Grodzisk Mazowiecki)
- powiat przasnyski: 1 zbór: Chorzele
- powiat przysuski: 1 zbór: Przysucha
- powiat pułtuski: 1 zbór: Pułtusk
- powiat radomski: 2 zbory: Iłża (Sala Królestwa: Starachowice), Pionki
- powiat siedlecki: nie ma zborów
- powiat sierpecki: 1 zbór: Sierpc
- powiat sochaczewski: 1 zbór: Sochaczew
- powiat sokołowski: 1 zbór: Sokołów Podlaski (Sala Królestwa: Węgrów)
- powiat szydłowiecki: nie ma zborów
- powiat warszawski zachodni: 5 zborów: Błonie (Błonie, Błonie–Rosyjski; Sala Królestwa: Bieniewice), Izabelin (Sala Królestwa: Blizne Łaszczyńskiego), Łomianki, Ożarów Mazowiecki (Sala Królestwa: Warszawa)
- powiat węgrowski: 3 zbory: Łochów–Wschód, Łochów–Zachód (Sala Królestwa: Budziska), Węgrów
- powiat wołomiński: 8 zborów: Kobyłka (Sala Królestwa: Wołomin), Marki–Wschód, Marki–Zachód, Radzymin, Wołomin–Centrum, Wołomin–Górki, Ząbki, Zielonka
- powiat wyszkowski: 1 zbór: Wyszków (w tym grupa rosyjskojęzyczna)
- powiat zwoleński: nie ma zborów
- powiat żuromiński: 1 zbór: Żuromin
- powiat żyrardowski: 3 zbory: Mszczonów, Żyrardów–Południe, Żyrardów–Północ

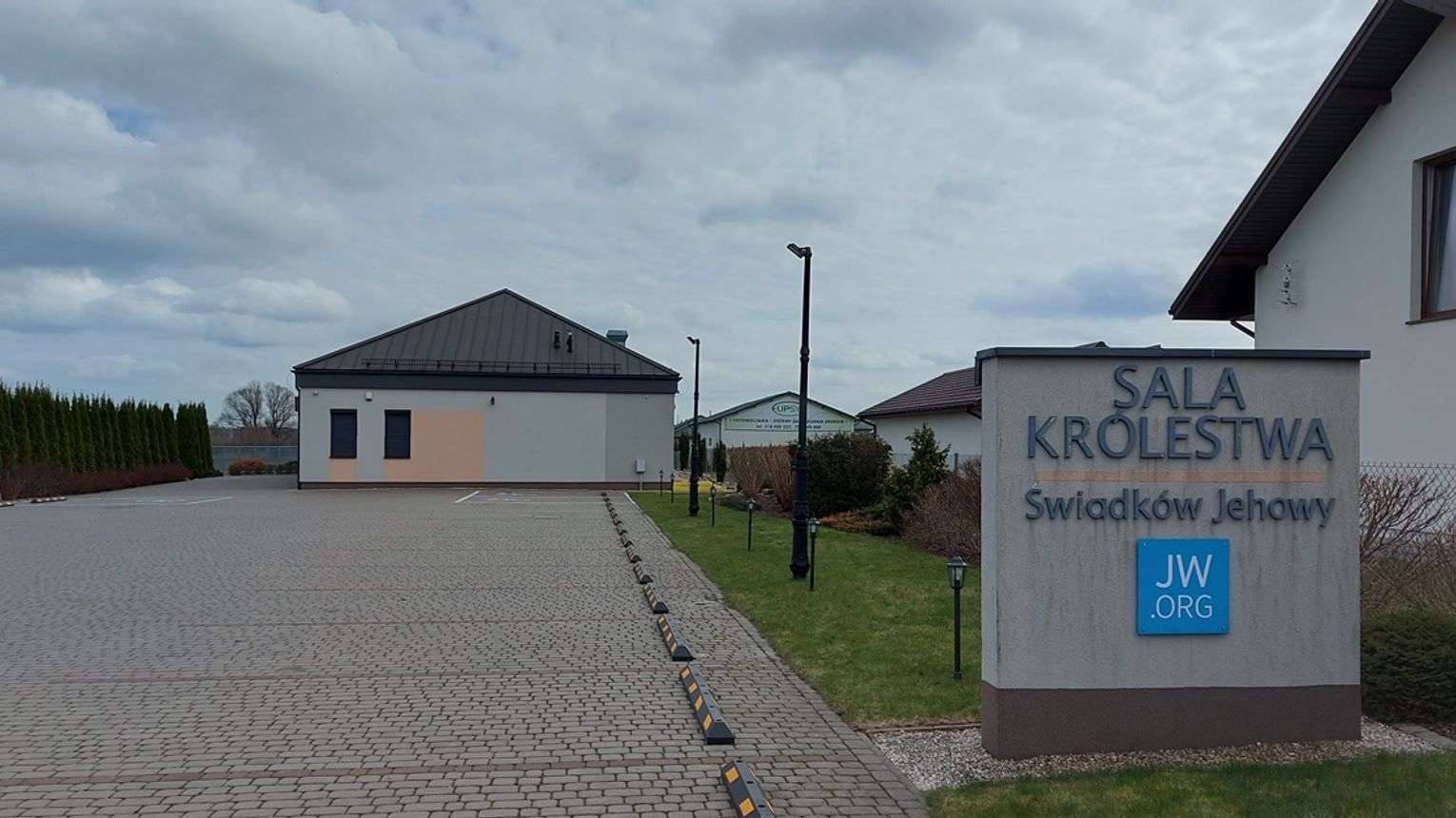
Sala Królestwa w Gostyninie
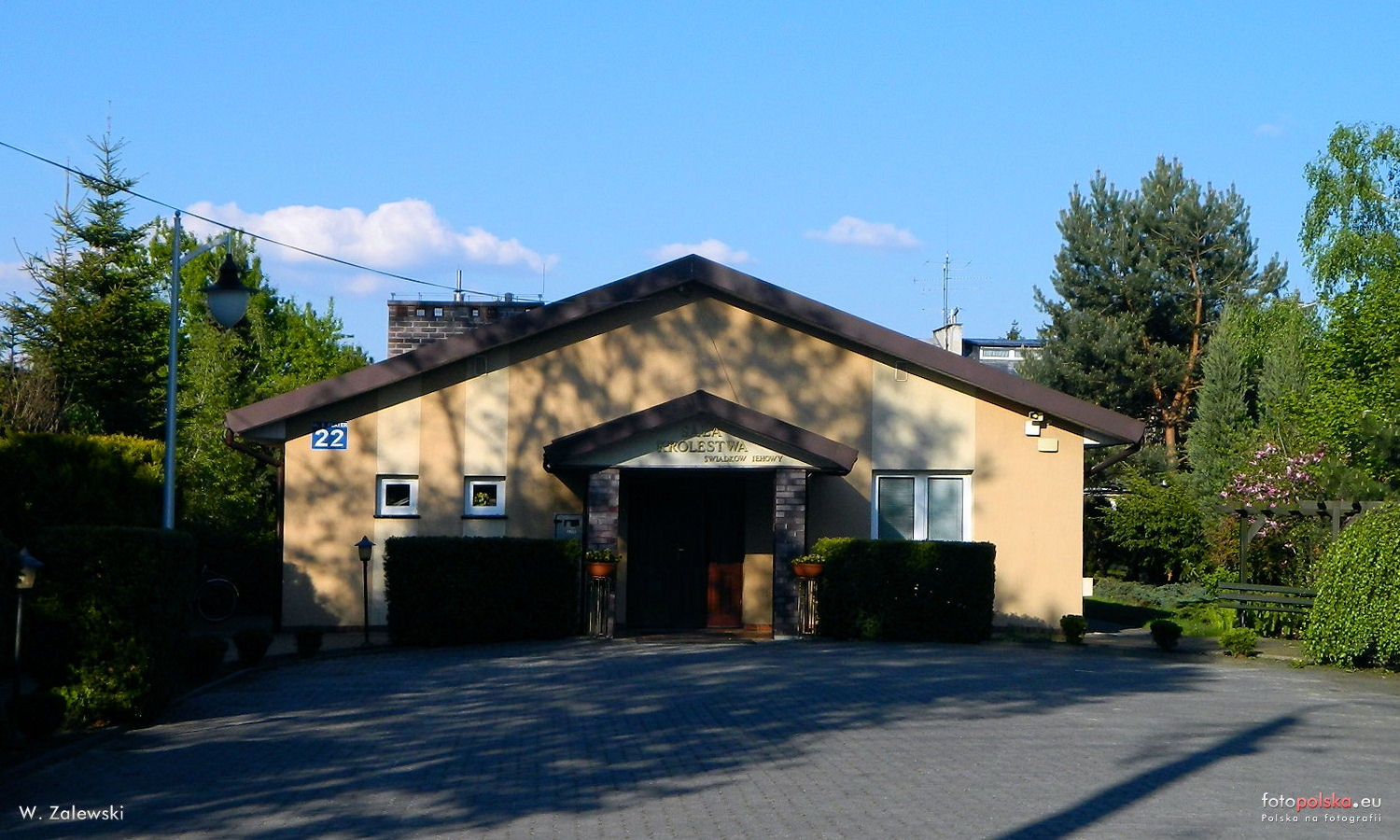
Sala Królestwa w Legionowie
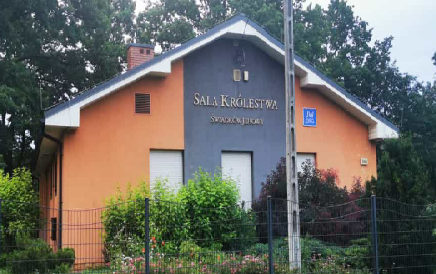
Sala Królestwa w Milanówku
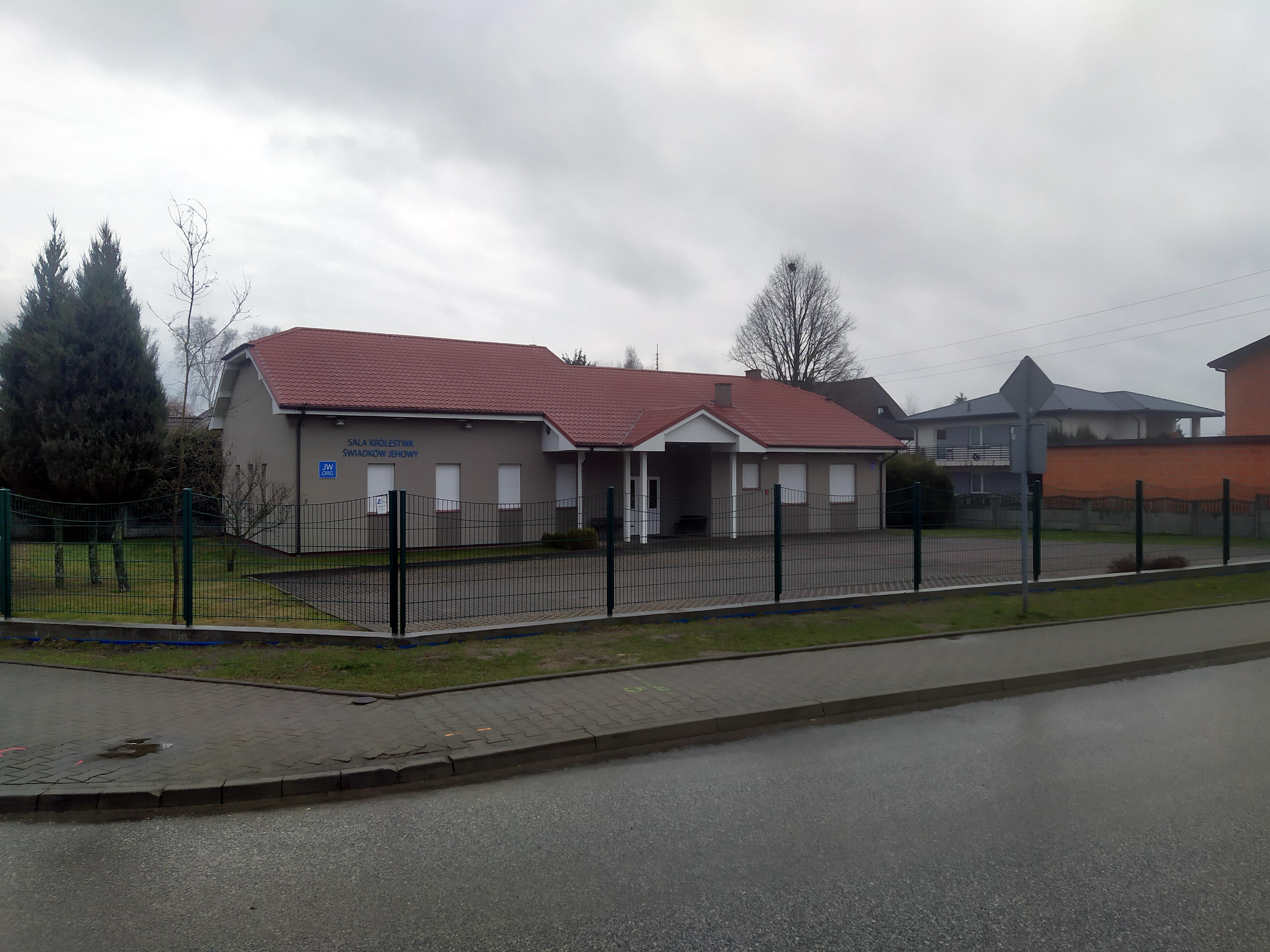
Sala Królestwa w Mszczonowie

## Sala Zgromadzeń w Warszawie
Sala Zgromadzeń znajduje się w warszawskiej dzielnicy Ursus, przy ulicy Posag 7 Panien. Obiekt wybudowany został przez 80 stałych wolontariuszy tzw. rodzinę budowlaną, wspieraną przez setki ochotników. Budowa trwała od czerwca 2003 roku do dnia uroczystego oddania 11 grudnia 2004 roku. Obiekt ma powierzchnię 4900 m². W sali głównej i na balkonie jest 1500 miejsc siedzących. Podczas zgromadzeń obwodowych z Sali korzystają zbory mazowieckie (oprócz zborów z rejonu Radomia, Siedlec i Płocka) oraz podlaskie (oprócz zborów z okolic Suwałk, Augustowa i Grajewa), a dodatkowo przeprowadzano zgromadzenia obwodowe w języku: angielskim, rosyjskim i ukraińskim (poprzednio również zgromadzenia obwodowe w językach: bułgarskim i ormiańskim; zgromadzenia w językach: hiszpańskim, ukraińskim i wietnamskim odbywały się w warszawskich Salach Królestwa) oraz kongresy regionalne w języku polskim, angielskim, rosyjskim i ukraińskim. W obiekcie odbywają się również kongresy regionalne i zgromadzenia obwodowe dla głuchoniemych Świadków Jehowy, na których program jest przedstawiany w języku migowym (na potrzeby Sali Zgromadzeń zaadaptowano wcześniej – 19 czerwca 1999 roku były teatr przy ul. Szwedzkiej 2/4 w Warszawie na 900 miejsc, gdzie do 2017 roku znajdowały się Sale Królestwa). Kompleks posiada również Salę Królestwa (dla siedmiu zborów: Warszawa–Nowe Włochy, Warszawa–Stare Włochy, Warszawa–Ursus, Warszawa–Wola, Warszawa–Ukraiński–Zachód, Ożarów Mazowiecki i Piastów). Obiekt został wykorzystany również jako punkt pomocy dla Świadków Jehowy z Ukrainy, uchodźców – ofiar inwazji Rosji.